# Партизан (футбольний клуб)
Футбольний клуб «Парти́зан» (серб. Фудбалски клуб Партизан / Fudbalski klub Partizan) — сербський професіональний футбольний клуб з Белграда. Є основною частиною спортивного товариства «Партизан». Виступає в сербській Суперлізі та провів всю свою історію у вищому рівні югославського та сербського футболу, здобувши загалом 46 офіційних трофеїв, посівши друге місце в таблиці чемпіонату Югославії за всі часи. Домашні матчі проводить на стадіоні «Партизана» у Белграді, де команда грає з 1949 року. «Партизан» має такі рекорди, як участь у першому матчі Кубка європейських чемпіонів 4 вересня 1955 року, а також став першим клубом з Південно-Східної Європи, який дійшов до фіналу Кубка європейських чемпіонів, а саме 1966 року. Також «Партизан» став першим сербським клубом, який взяв участь у груповому етапі Ліги чемпіонів УЄФА.
Клуб має давню історію протистоянь з «Црвеною Звездою». Матчі між цими командами називають «Вічним дербі» (серб. Вечити дерби / Večiti derbi), вони вважаються одними з найвеличніших протистоянь команд з одного міста у світі. «Партизан» також має прихильників у деяких республіках колишньої Югославії та серед сербської діаспори.
Популярне прізвисько команди «паровий коток» (серб. Парни ваљак / Parni valjak) спочатку використовувалося в пресі після розгрому «Црвени Звезди» з рахунком 7:1 на 13-му «Вічному дербі» 6 грудня 1953 року. Пізніше це прізвисько увійшло в текст гімну клубу.
Молодіжна академія «Партизана» є однією з найвідоміших і експортоорієнтованих у Європі. У звіті футбольної обсерваторії CIES (Міжнародний центр спортивних досліджень Невшательського університету) від листопада 2015 року «Партизан» займає перше місце серед тренувальних клубів серед 31 досліджуваних європейських ліг. Звіт CIES за 2019 рік підтвердив, що «Партизан» — найпродуктивніший тренувальний клуб у Європі, з 75 випускниками академії, які зараз грають у 31 найвищих європейських дивізіонах.

## Історія

### Заснування
Футбольний клуб «Партизан» був заснований у Белграді 4 жовтня 1945 року як частина Югославського спортивного товариства «Партизан». Клуб був названий на честь югославських партизанів, військового формування, яке воювало під час Другої світової війни. Спочатку клубом керувала група високопоставлених офіцерів Югославської народної армії (ЮНА), зокрема Светозар Вукманович, Пеко Дапчевич, Ратко Вуйович та Коча Попович. В інтерв'ю, присвяченому 50-річчю клубу, Коча Попович заявив: «Більшість із нас, молодих генералів, які грали та любили футбол, зібралися та домовилися створити футбольний клуб. Ми не сперечалися щодо назви. Ми були партизанами, тому найприродніше було назвати наш клуб „Партизан“».
Через два дні після заснування, «Партизан» провів свій перший товариський матч проти збірної Земуна, який закінчився перемогою 4:2. Сильвестер Шереш увійшов в історію як автор першого голу в історії «Партизана», а хорват Франьо Гласер став першим тренером. Всього через три тижні «Партизан» відправився до Чехословаччини у перший з численних міжнародних турне, де вони обіграли збірну словацької армії з рахунком 3:1. Оскільки Друга світова війна щойно закінчилася і не було організованих чемпіонатів, «Партизан» грав лише в національних та закордонних турнірах. Перший міжнародний матч проти клубу він зіграв 6 грудня 1945 року проти ЦБЧА із Москви, програвши з рахунком 3:4. Голи за «Партизан» забили: Бобек (25 хв.) і Матекало (42 і 89.хв.).
Навесні 1946 року «Партизан» зіграв свої перші матчі із майбутніми головними ворогами — «Црвеною Звездою», «Динамо» (Загреб) і «Хайдуком». 24 березня «Партизан» провів дебютну гру з «Динамо» на стадіоні Краньчевичева в Загребі перед 16 000 глядачів, і «Динамо» виграло 1:0. Майже через місяць, 21 квітня «Партизан» переміг «Црвену Звезду» з рахунком 2:0 завдяки голам Рупника (34 хв.) і Михайловича (59 хв.), а 12 травня «Партизан» переміг «Хайдук» з рахунком 3:1 за рахунок голу Атанацковича (8 хв.) і дублю Рупника (66 і 70 хв.).
З кінця червня і до початку липня «Партизан» знаходився у Польщі, де зіграв п'ять ігор і здобув п'ять перемог з різницею м'ячів 31:6. У першому матчі в Катовіце перед 20 000 глядачів белградці обіграли збірну міста з рахунком 8:0, а потім двічі перемогли «Краковію» (4:3 і 5:1), спочатку в Кракові перед 30 000 глядачів, а потім і у Варшаві. Через два дні «Партизан» розгромив «Легію» 8:2, а потім в Лодзі так само розбив місцеву команду ЛКС з рахунком 6:0.
З кінця липня і по початок серпня «Партизан» знаходився у турне по Радянському Союзу, під час якого зіграв чотири гри і здобув дві перемоги. Він зіграв першу гру 28 липня проти ЦБЧА в Москві і програв 0:1, а чотири дні по тому виграв у Ленінграді у збірної міста 2:1. Після цього «Партизан» повернувся до Москви, де програв столичному «Динамо» 1:4, а свою останню гру в цьому турне провів 11 серпня у Тбілісі проти місцевого «Динамо», яке обіграв 2:1.

### Ранні роки (1946–1958)

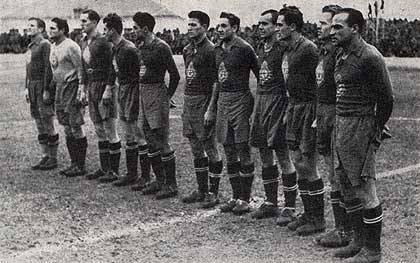
Гравці «Партизана» перед першим переможним фіналом Кубка Югославії 1947 року.

У 1945 році чемпіонат було організовано поспіхом за кубковою системою, при цьому участь у ньому брали не клуби, а збірні республік (Народна Республіка Сербія, Народна Республіка Чорногорія, Народна Республіка Боснія і Герцеговина, Народна Республіка Хорватія, Народна Республіка Македонія та Народна Республіка Словенія), а також свого представника отримали автономна провінція Воєводина і Югославська народна армія. Саме за останню грали більшість гравців «Партизана», дійшовши до фіналу турніру.
Наприкінці серпня 1946 року стартував перший повноцінний повоєнний чемпіонату Югославії, в якому брали участь клуби. «Партизан» зіграв свій перший офіційний матч проти «Победи» зі Скоп'є та переміг з рахунком 1:0 завдяки голу Матекала. Клуб з самого початку мав найбільші амбіції та залучив одних з найкращих гравців країни, таких як: Степан Бобек, Мирослав Брозович, Златко Чайковський, Кирил Симоновський, Бела Палфі, Франьо Рупник, Првослав Михайлович, Александар Атанацкович, Миодраг Йованович, Владимир Фирм, Ратко Чолич та Франьо Шоштарич. Видатний угорський футбольний тренер Іллеш Шпітц, став головним тренером і провів наступні 14 років на різних посадах у клубі. Його застосування найкращих європейських методів тренувань і тактики в поєднанні з технічно обдарованими футболістами було важливим для перемоги в першому чемпіонаті. Того ж року клуб виграв і свій дебютний кубок, що зробило «Партизан» володарем «золотого дублю».
Наступного року клуб став лише третім, але повернув собі звання чемпіона Югославії в сезоні 1948/49 років. «Партизан» грав свої домашні ігри на старому стадіоні БСК до 1949 року, коли було побудовано стадіон ЮНА (Стадіон Югославської Народної Армії).
У 1953 році клуб став незалежним від армії. Першим президентом клубу став Ратко Вуйович. Хоча «Партизан» мав сильну команду протягом 1950-х років, в якій грали в тому числі і збірники такі як, як Степан Бобек, Златко Чайковський, Милош Милутинович, Марко Валок, Бруно Белин, Томислав Калоперович та Бранко Зебець, клуб довго не міг здобути нового чемпіонського титулу, але вигравав кубок Югославії у сезонах 1952, 1954 та 1957 років. У 1953 році, після рекордної перемоги над «Црвеною Звездою» з рахунком 7:1, клуб отримав прізвисько «Паровий каток».
Незважаючи на те, що 1955 року клуб став лише п'ятим у чемпіонаті, «Партизан» зіграв у дебютному розіграші Кубка європейських чемпіонів 1955/56, оскільки клуби, що брали участь у тому турнірі, були обрані французьким футбольним журналом L'Equipe не за спортивним принципом, а за статусом та впізнаваністю. Таким чином, зігравши 4 вересня 1955 року проти «Спортінга» в Лісабоні, «Партизан» став першим югославським і загалом балканським клубом, що зіграв у найпрестижнішому європейському турнірі. Матч завершився нічиєю 3:3, тоді як у матчі-відповіді «Партизан» переміг з рахунком 5:2 (4 голи від Милутиновича і гол Йоцича), пройшовши до наступного етапу. Там, у першому матчі чвертьфіналу, в Мадриді «Партизан» програв «Реалу» з рахунком 0:4 перед 105 532 глядачами на стадіоні «Сантьяго Бернабеу». У матчі-відповіді «Партизан» переміг 3:0 на жахливому зимовому та засніженому полі стадіону Югославської народної армії перед 40 000 глядачів 29 січня 1956 року. Голи за «Партизан» у тому матчі забили Милутинович (2) та Михайлович, але цього не вистачило для проходу далі. Тим не менш, Милутинович з 8 голами став найкращим першого розіграшу Кубка чемпіонів.

### Малюки «Партизана» (1958–1966)
До середини п'ятдесятих років перше зіркове покоління футболістів «Партизана» було на заході кар'єри. Всього два чемпіонські титули Югославії і чотири кубки за перші 15 років свого існування було недостатньо для такого клубу, як «Партизан». У 1958 році «Партизан» вирішив замінити бордово-сині футболки, які він носив до цього моменту, на чорно-білі. Перший матч в нових чорно-білих кольорах був зіграний 8 березня 1959 року. Ця зміна була символічною, оскільки супроводжувалася радикальними змінами і в команді. Попереднє покоління було замінено новим, що прийшло з молодіжної команди. Незабаром воно стало одним з найкращих поколінь в Європі і отримало назву «Малюки „Партизана“» (сербохорв. Partizanove bebe). Першими гравцями цього покоління стали Милутин Шошкич, Фахрудін Юсуфі, Йован Миладинович, Велибор Васович, Мілан Галич, Ілія Митич, Звездан Чебинац і Владимир Ковачевич. Дуже скоро до них приєдналися Лазар Радович, Велимир Сомболац, Любомир Михайлович, Мустафа Хасанагич, Іван Чуркович, Йосип Пирмаєр, Бранко Рашович і Радослав Бечеяц. Рішення покладатися в основному на молодих талановитих гравців незабаром дало результати. «Партизан» виграв три титули чемпіона Югославії поспіль у сезонах 1960/61, 1961/62 і 1962/63 років, ставши першим югославським клубом, який виграв чемпіонат тричі поспіль. Успішна серія була перервана «Црвеною Звездою», яка виграла чемпіонат сезону 1963/64, але вже наступного року «Партизан» виграв свій четвертий титул за п'ять років. Саме у цей час посилилося суперництво між «Партизаном» і «Црвеною Звездою».

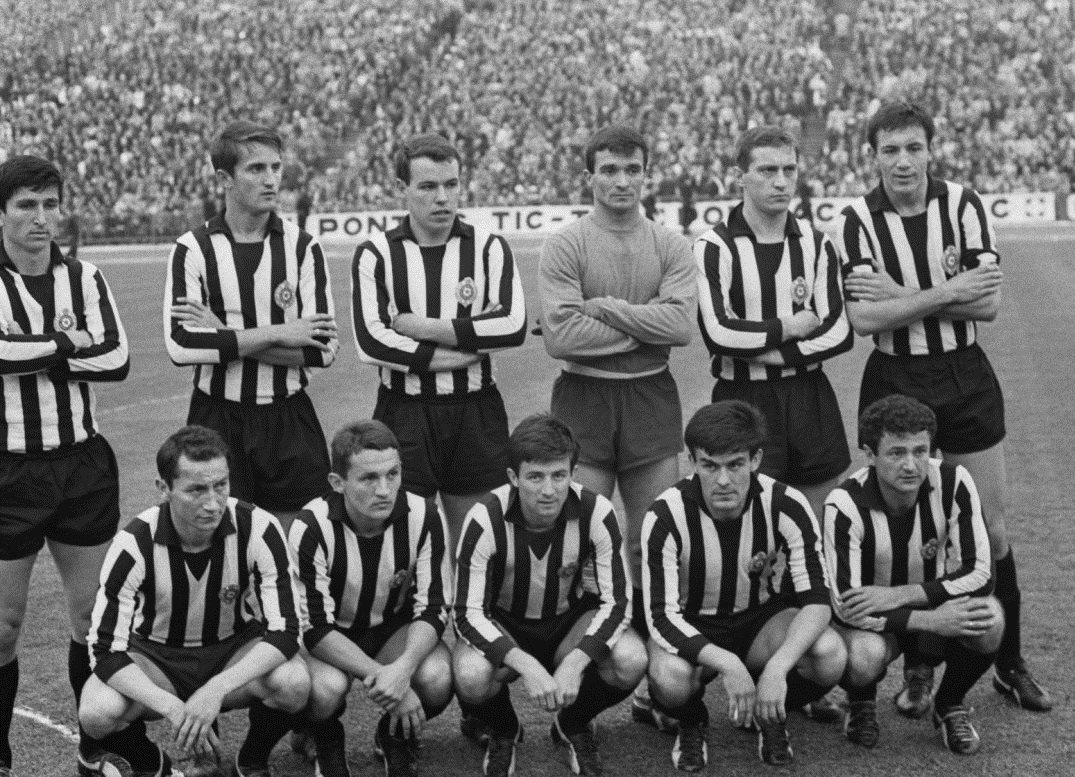
Гравці «Партизана» у фінальному матчі Кубка європейських чемпіонів 1965/66 проти мадридського «Реала».

Кубок європейських чемпіонів у сезоні 1965/66 став вінцем кар'єри цього покоління.. Після перемоги над французьким «Нантом» (2:0, 2:2) та чемпіоном Західної Німеччини «Вердером» (3:0, 0:1) у перших двох раундах, «Партизан» у чвертьфіналі потрапив на «Спарту» (Прага). У першому матчі, який відбувся у Празі, «Партизан» зазнав важкої поразки з рахунком 1:4. Хоча у матчі-відповіді в Белграді у них було мало шансів, «Партизан» здобув переконливу перемогу з рахунком 5:0 перед 50 000 глядачів і із загальним рахунком 6:4 кваліфікувався до півфіналу.. У півфіналі «Партизан» зустрівся з «Манчестер Юнайтед», який грав у своєму першому сезоні в Європі після мюнхенської авіакатастрофи 1958 року, коли 23 гравці манчестерців загинули після повернення з матчу проти іншої югославської команди, «Црвени Звезди». «Партизан» виграв перший матч у Белграді з рахунком 2:0, але програв матч-відповідь 1:0, тим не менш цього вистачило для виходу у фінал. Там белградці під керівництвом Абдули Гегича зустрілися з мадридським «Реалом». Матч відбувся на стадіоні «Ейзель» у Брюсселі. «Партизан» вів у рахунку 1:0 до 70-ї хвилини завдяки голу Велибора Васовича і був близький до перемоги у турнірі, але наприкінці гри двічі пропустив та зрештою програв 1:2. Незважаючи на це, «Партизан» став першим клубом з Балкан та Східної Європи, який зіграв у фіналі Кубка європейських чемпіонів. За спогадами Радослава Бечейця, близько половини основного складу тієї команди вже було продано ще до фіналу, в тому числі Милутин Шошкич, який підписав дворічний контракт із «Кельном» лише за кілька годин до фіналу.

### Криза (1966—1976)

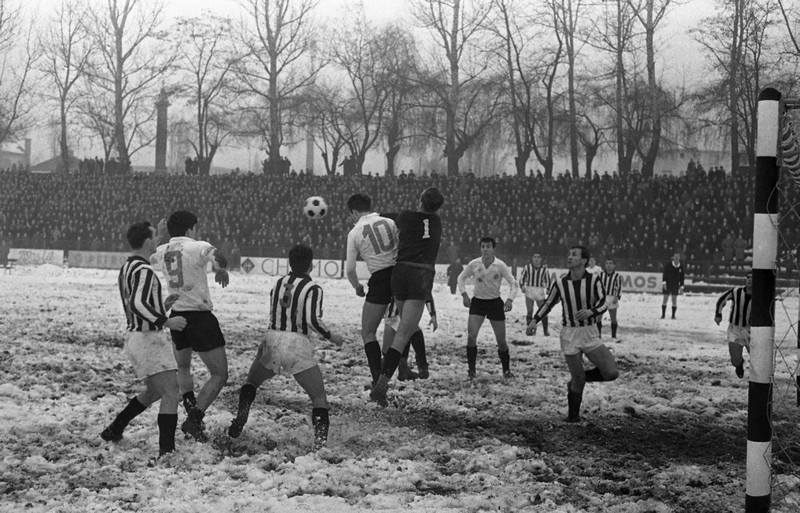
Матч «Партизана» проти «Олімпії» (Любляна). Грудень 1967 року.

Після поразки у фіналі єврокубка «Партизан» пережив тривалу кризу. Усі основні гравці підписали контракти із західними клубами, а перспективне покоління було розпродано — Милутин Шошкич перейшов до «Кельна», Мілан Галич — до «Стандарда», Владиця Ковачевич — до «Нанта», Фахрудін Юсуфі — до «Айнтрахта» (Франкфурт), Велибор Васович — до «Аякса». В результаті команда без своїх лідерів за десять років не виграла жодного трофею. Кілька гравців залишилися з попереднього покоління, зокрема Милан Дам'янович, Благоє Паунович та Боривоє Джорджевич, до яких доєднались талановиті молоді гравці, такі як Момчило Вукотич, а також запрошені футболісти з інших клубів, в тому числі збірник Ненад Б'єкович з «Пролетера» із Зренянина.
У період 1966—1976 років «Партизан» тричі грав у Кубку ярмарків та один раз у Кубку УЄФА. У сезоні 1967/68 «Партизан» вперше зіграв у Кубку ярмарків. У своєму дебютному розіграші в цих змаганнях «чорно-білі» вийшли до другого раунду — у першому раунді вони вибили болгарський «Локомотив» з Пловдива із загальним рахунком 6:2 (5:1 у Белграді, 1:1 у Пловдиві), але вже на наступному етапі програли англійському клубу «Лідс Юнайтед» із загальним рахунком 2:3 (1:2 у Белграді, 1:1 у Лідсі). У сезонах 1969/70 та 1970/71 «Партизан» вибув у першому раунді турніру від «Уйпешта» та «Динамо» (Дрезден) відповідно.
У сезоні 1974/75 «Партизан» посів 6-е місце в чемпіонаті Югославії, натомість «чорно-білі» досягли свого найбільшого успіху в другому за важливістю клубному змаганні УЄФА: «Партизан» вийшов до 1/8 фіналу. У першому та другому раундах «Партизан» пройшов польський «Гурник» та північноірландський «Портадаун» із загальним рахунком 5:2 та 6:1 відповідно. У третьому раунді «Партизан» вибув від західнонімецького «Кельна». У першому матчі, перед приблизно 20 тисячами глядачів на стадіоні ЮНА, «Партизан» переміг німців з рахунком 1:0 завдяки голу Вукотича, але через два тижні програв у ФРН з рахунком 1:5 та зазнав однієї з найбільших поразок у європейських змаганнях.

### Повернення статусу гранда та перший європейський трофей (1976—1982)
11 липня 1976 в Любляні «Партизан» проводив останню гру сезону 1975/76 у чемпіонаті проти місцевої «Олімпії» і мав здобувати перемогу, щоб закінчити турнір на першому місці попереду «Хайдука» із Спліта. На останній секунді Бекович забив переможний гол, завдяки чому «Партизан» виграв 1:0 і всьоме став чемпіоном Югославії. Головними зірками, які привели команду до завоювання першого трофея після більш ніж десятирічного очікування були Момчило Вукотич, Ненад Б'єкович, Решад Куновац, Ілія Завишич, Рефік Козич, Іван Голац, Радмило Іванчевич, Бошко Джорджевич і Ненад Стойкович.
У сезоні 1977/78 клуб увосьме став чемпіоном Югославії, а за «Партизан» тоді грали Никиця Клинчарський, Петар Борота, Слободан Сантрач, Александар Трифунович, Джевад Преказі, Павле Груб'єшич та інші. Того ж року «Партизан» виграв свій перший європейський трофей, здобувши Кубок Мітропи. «Чорно-білі» фінішували першими в групі А, випередивши «Перуджу» і «Збройовку» (Брно), завдяки чому вийшли у фінал. Там команда, яку очолював Анте Младинич, перемогла угорський «Гонвед» з рахунком 1:0, здобувши свій перший міжнародний трофей.
Несподівано, що після такого успіху наступний сезон 1978/79 виявився найгіршим в історії «Партизана». Клуб закінчив чемпіонат на 15 місці і ледве уникнув вильоту лише завдяки перемозі 4:2 в останньому турі проти «Будучності». Криза продовжилась і наступного сезону, коли «Партизан» закінчив чемпіонат на 13 місці, а у наступні роки фінішував на 8 і 6 місцях відповідно.

### Злет та трагічна смерть Драгана Манце (1982–1985)

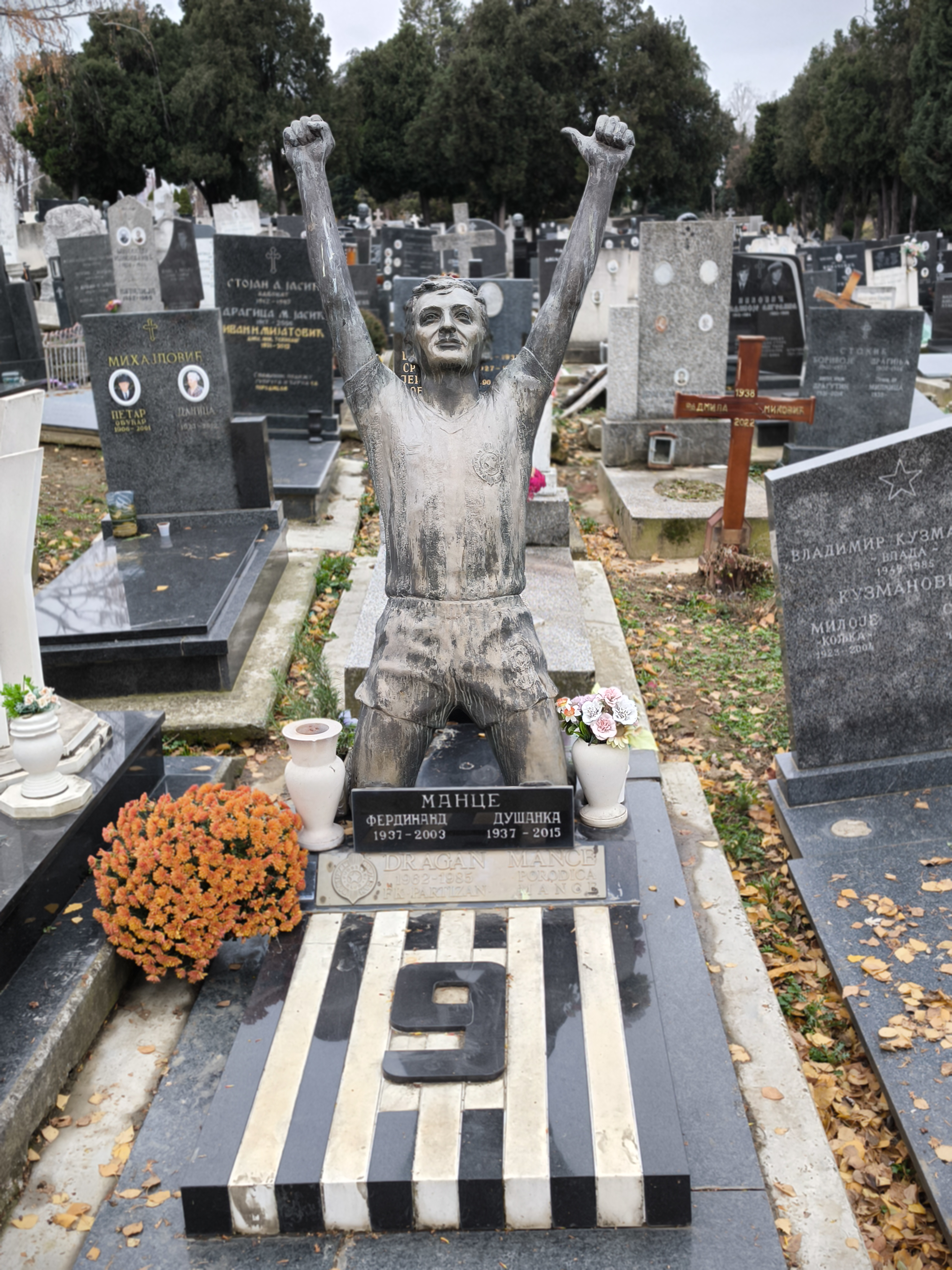
Трагічна загибель зіркового гравця команди Драгана Манце в дорожньо-транспортній пригоді у 1985 році зробила його легендою клубу.

У сезоні 1982/83 «Партизан» став чемпіоном, коли до старих лідерів команди додались нові молоді таланти, такі як Любомир Раданович, Звонко Живкович і Зоран Димитриєвич, але головною зіркою став молодий Драган Манце, який забив 15 голів за сезон і відразу став улюбленим гравцем уболівальників «Партизана». Один з найважливіших матчів того сезону відбувся проти чинного чемпіона Югославії, «Динамо» із Загребв. «Партизан» приймав «Динамо» 21 травня 1982 року на стадіоні «Црвени Звєзди» через Дні молодості. Хоча офіційно було продано 75 792 квитки, за оцінками, на стадіоні було близько 100 000 глядачів. «Динамо» вело у рахунку 2:0 після першого тайму, але «Партизан» відігрався зусиллями Трифуновича і Манце, завдяки чому уникнув поразки (2:2). Манце також значно допоміг клубу у Кубку УЄФА сезону 1984/85. Матч проти «Квінз Парк Рейнджерс» у другому раунді став одним із найбільш пам'ятних матчів в історії клубу. Англійці виграли перший матч з рахунком 6:2, але «Партизану» вдалося обіграти лондонську команду з рахунком 4:0 у Белграді і пройти в наступний раунд. Гол, забитий Манце англійському клубу, вважається одним з найважливіших голів в історії «Партизана». Цей матч посів 70-е місце серед 100 найкращих матчів в історії футболу в опитуванні, організованому Eurosport у вересні 2009 року. Втім, радість белградців тривала недовго, оскільки вже у наступному третьому раунді, «Відеотон» розгромив югославську команду із загальним рахунком 2:5 (0:5, 2:0), а трохи більше ніж за пів року, 3 вересня 1985, трагічно загинув і Драган Манце в автокатастрофі на шосе Нові Сад—Белград. Йому тоді було всього 22 роки, і він був на піку популярності. Навіть сьогодні Драган вважається найбільшою легендою клубу фанатами «Партизана». 2011 року на його честь була названа вулиця поруч зі стадіоном в Белграді.

### Останні сезони у СФРЮ і скандал з договірними матчами (1985—1991)
У сезоні 1985/86 років «Партизан» вчергове виграв титул завдяки кращій на 1 гол різниці м'ячів, ніж «Црвена Звезда», яка посіла друге місце, перемігши в останньому турі «Железничар» з рахунком 4:0. Однак, президент Югославської футбольної асоціації Славко Шейбер вирішив переграти фінальний тур після підозр у тому, що багато матчів були договірними. «Партизан» став єдиним клубом у чемпіонаті, який відмовився перегравати свій матч, через що отримав технічну поразку 0:3, і «Црвена Звезда» була оголошена чемпіоном, отримавши право заграти в Кубку європейських чемпіонів у сезоні 1986/87 років. Через скандал із договірними матчами дванадцять клубів, в тому числі і «Партизан», розпочали наступний сезон з -6 очками. У тому сезоні «Вардар», якого не позбавляли 6 очок, виграв титул і отримав право зіграти у Кубку європейських чемпіонів у сезоні 1987/88 років. Однак, після серії апеляцій та позовів, які зрештою призвели до Конституційного суду Югославії, у середині 1987 року «Партизану» повернули звання чемпіона Югославії сезону 1985/86. Через це було скасоване і зняття очок у наступному сезоні, тож «Партизан» визнали і чемпіоном сезону 1986/87. Таким чином команда, лідерами якої були Мілко Джуровський, Фахрудин Омерович, Звонко Варга, Владимир Вермезович, Адмір Смаїч, Горан Стеванович, Небойша Вучичевич, Милош Джелмаш, Сречко Катанець, Фаділ Вокрі та Байро Жупич, фактично двічі поспіль виграла чемпіонат Югославії, але в обох випадках не змогла зіграти у Кубку європейських чемпіонів.
Наприкінці 1980-х років «Партизан» зазнав значних організаційних змін. У 1989 році колишній воротар Іван Чуркович став президентом клубу, а президентом виконавчої ради «Партизану» став Мирко Мар'янович, майбутній прем'єр-міністр Сербії. Найважливішими гравцями «Партизану» в цей період були Предраг Міятович, Славиша Йоканович, Предраг Спасич, Драголюб та Бранко Брнович, Будимир Вуячич, Вуядин Станойкович, Дарко Миланич та Джоні Новак. Однак, це покоління залишалося в тіні свого головного суперника «Црвени Звезди», яка переживала свій найкращий період в історія як у внутрішньому чемпіонаті, так і в Європі. Через це «Партизан» у той період виграв лише один національний кубок у 1989 році, через 32 роки після своєї останньої перемоги в цьому змаганні. Останнім трофеєм перед розпадом Югославії для белградців став Суперкубок Югославії 1989 року.
У 1987 році «Партизан» запросив до клубу китайських збірників Цзя Сюцюаня та Лю Хайгуана, перших іноземних гравців у югославському футболі. Хоча вони й не стали гравцями стартового складу, вони були дуже популярні серед уболівальників «Партизана».
Завдяки перемозі у кубку «Партизан» у сезоні 1989/90 вперше у своїй історії отримав право зіграти у Кубку володарів кубків, де у першому раунді потрапив на «Селтік». Перший матч відбувся в Мостарі, де «Партизан» виграв 2:1. Матч-відповідь відбувся в Шотландії, і «Селтік» переміг 5:4. «Партизан» забив гол на останніх хвилинах матчу, завдяки чому кваліфікувався до наступного раунду. У другому раунді «Партизан» вибив «Гронінген» (3:4, 3:1), а у чвертьфіналі поступився «Динамо» з Бухареста. У тому сезоні «чорно-білі» посіли 4-е місце в чемпіонаті Югославії та забезпечили собі участь у Кубку УЄФА наступного сезону, в якому повторили свій найкращий результат із сезонів 1974/75 та 1984/85, дійшовши до 1/8 фіналу. Югослави пройшли «Гіберніанс» (3:0, 2:0) та «Реал Сосьєдад» (0:1, 1:0, 4:3 пен.), а в третьому раунді поступилися «Інтеру» (0:3, 1:1).

### Виступи у час Югославських воєн (1991—2000)

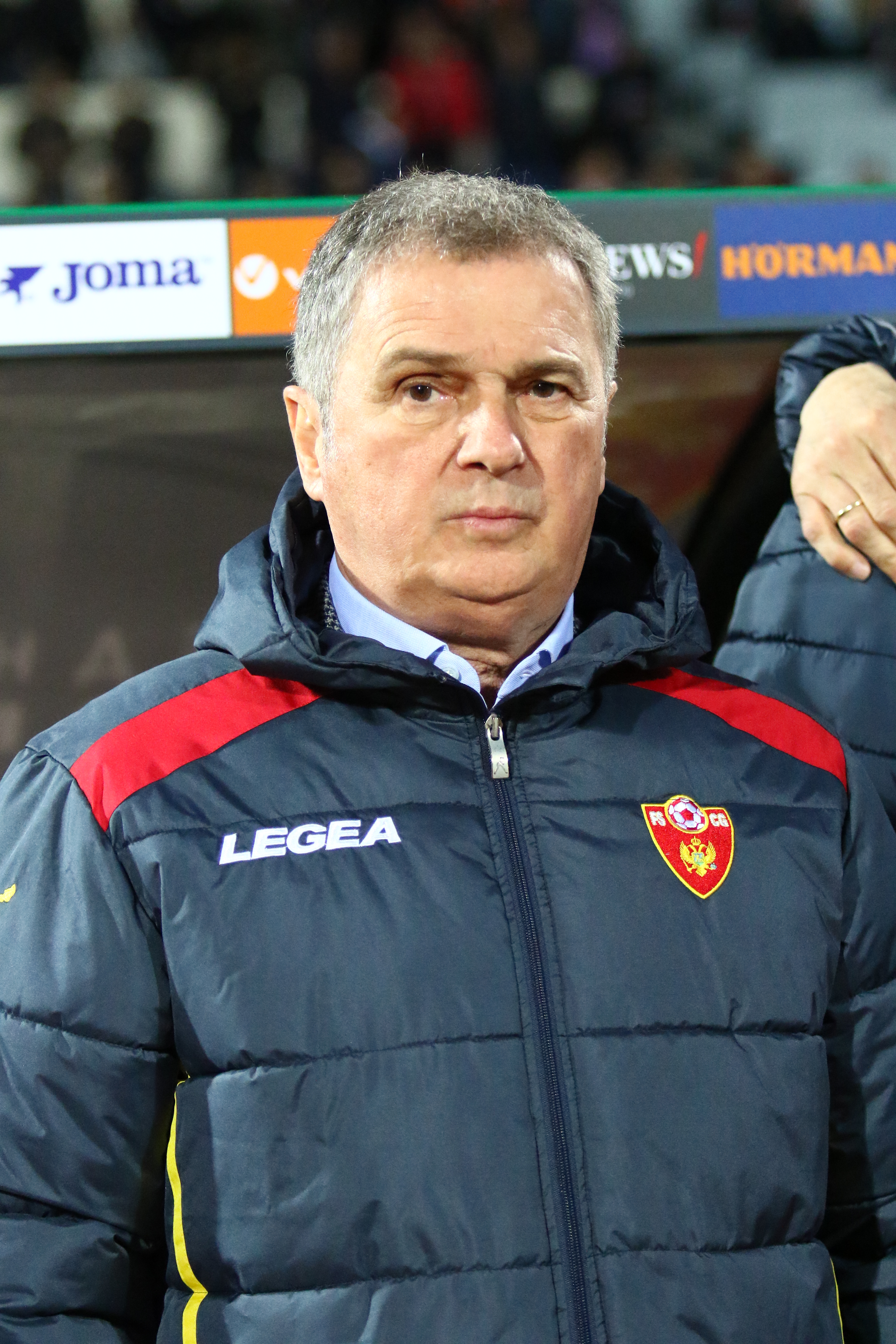
Любиша Тумбакович — найуспішніший тренер в історії «Партизана», який виграв з командою 6 чемпіонатів Югославії і 3 Кубка Югославії наприкінці ХХ сторіччя.

Розпад Югославії, який призвів до громадянської війни в країни, що тривала з 1991 по 1995 рік, вплинули на всі югославські клуби, оскільки через санкції їх позбавили права виступати у європейських турнірах. Після розпаду СФРЮ була утворена Федеративна Республіка Югославія, що складалася з Сербії та Чорногорії, в той час як інші республіки вийшли із складу держави і утворили власні чемпіонати. «Партизан» виграв два перші розіграші чемпіонату «урізаної» Югославії, у сезонах 1992/93 та 1993/94 років, а потім після річної перерви повторив цей успіх у сезонах 1995/96 та 1996/97 років. 1998 року в автономному краї Косово і Метохія почався конфлікт між албанською Армією визволення Косова та югославськими силами безпеки. Косовська війна призвела до бомбардування силами НАТО Союзної Республіки Югославія 24 березня 1999 року, лише через чотири дні після 112-го вічного дербі між «Црвеною Звездою» та «Партизаном». Через це чемпіонат був офіційно призупинений після 24 зіграних турів, а пізніше через бойові дії так і не відновився, тому 12 червня 1999 року «Партизан» був оголошений чемпіоном, оскільки на момент зупинки змагань ішов на першому місці
Також протягом бурхливих 1990-х років клуб виграв кілька національних кубків у 1992, 1994 та 1998 роках. Ключовою фігурою у виграші цих трофеїв був Любиша Тумбакович, найуспішніший тренер в історії «Партизану», а на полі лідерами команди 1990-х років були Предраг Міятович, Славиша Йоканович, Саво Милошевич, Альберт Надь, Драган Чирич, Зоран Міркович, Саша Чурчич, Бранко Брнович, Горан Пандурович, Ниша Савельїч, Джордже Светличич, Дамір Чакар, Будимир Вуячич, Іван Томич, Джорджі Христов, Джордже Томич, Івиця Краль, Матея Кежман та багато інших.
У 1996 році «Партизану», як і іншим югославським клубам, знову дозволили брати участь у європейських змаганнях, але попередні результати клубів були анульовані, і вони фактично отримали статус новачків у європейських змаганнях. Це рішення мало довгострокові наслідки для клубу, оскільки змагання тепер для белградців розпочиналися у липні, і вони одразу грали проти складніших суперників. У першому матчі після повернення до єврокубків «чорно-білі» 17 липня 1996 року зіграли проти «Маккабі» з Хайфи та виграли з рахунком 1:0 завдяки голу Светличича на 10-й хвилині. У матчі-відповіді «Партизан» переміг ізраїльтян з рахунком 3:1 та вийшов у наступний раунд, де програв «Націоналу» з Бухареста. Наступного сезону «Партизан» завдяки чемпіонству отримав місце в Лізі чемпіонів сезону 1997/98 років, але вже у першому кваліфікаційному раунді вони вилетіли від принципового суперника, «Кроації» з Загреба. У першому матчі в Белграді «Партизан» переміг свого суперника завдяки голу Драгана Ісаїловича на 84-й хвилині, але програв у Загребі з рахунком 0:5 та зазнав однієї з найбільших єврокубкових поразок в історії.

### Успіхи команди на початку ХХІ століття (2001—2006)
Під керівництвом Любиші Тумбаковича клуб востаннє став чемпіоном країни в сезоні 2001/02, але також цей тренер приклався до здобуття титулу в наступному сезоні 2002/03, оскільки він очолював «Партизан» у першій половині турніру та здобув 9-очкову перевагу над «Црвеною Звездою», перш ніж покинути клуб.
Замість Тумбаковича команду очолив легендарний німецький футболіст Лотар Маттеус, який у сезоні 2002/03 виграв з командою чемпіонат. Керівництво «Партизана» серйозно поставилося до нового сезону та запросило для зіркового тренера досвідчених гравців, таких як Любинко Друловича з «Бенфіки», Тарібо Веста з «Кайзерслаутерна» та Томаша Джонса з «Феєнорда». Ця команда під керівництвом Матеуса стала першою у Югославії, яка вийшла до групового етапу Ліги чемпіонів, сенсаційно вибивши в останньому раунді кваліфікації у серії пенальті англійський «Ньюкасл Юнайтед» з Аланом Ширером на полі та Боббі Робсоном на тренерській лаві. У Белграді «Партизан» програв 0:1, але у матчі-відповіді на «Сент-Джеймс Парк» переміг з ідентичним рахунком завдяки голу Івиці Ілієва та після серії пенальті вийшов до групового етапу Ліги чемпіонів. «Партизан» потрапив до «групи смерті» разом з мадридським «Реалом», «Порту» (переможцем Ліги чемпіонів того року) та «Марселем» (фіналістом Кубка УЄФА). «Партизан» не програв жодного матчу вдома, зігравши 0:0 із «галактікос», у складі якого виступали Зінедін Зідан, Роналду, Луїш Фігу, Роберто Карлос, Рауль Гонсалес та Девід Бекхем, а також по 1:1 з «Порту», який очолював тренер Жозе Моурінью, та «Марселем», де запалювали Дідьє Дрогба та Фаб'єн Бартез. Втім, у виїзних матчах белградці не набрали жодного очка, зазнавши трьох поразок — 0:1 у Мадриді, 0:3 у Марселі та 1:2 у Порту. Незважаючи на це, даний сезон став найкращим для клубу у найсильнішому європейському змаганні з часів фіналу Кубка європейських чемпіонів 1966 року.
Гра в Європі залишила свій відбиток на чемпіонаті, і «Партизан» втратив титул чемпіона у тому сезоні. Команду також із скандалом покинув Маттеус. Новий тренер Владимир Вермезович очолив команду та переконливо виграв титул у сезоні 2004/05 років. Він також став першим тренером, якому вдалося вивести команду до плей-оф єврокубка у новому форматі. Це сталося в Кубку УЄФА в сезоні 2004/05. У цьому турнірі «Партизан» дійшов до 1/8 фіналу, де їх вибив московський ЦСКА.
У сезоні 2005/06 у третьому раунді кваліфікації Ліги чемпіонів «Партизан» вилетів від словацької «Артмедії» після серії пенальті, а в кваліфікації Кубку УЄФА їх вибив із євротурнірів ізраїльський «Маккабі» (Петах-Тіква). Після впевненої виїзної перемоги «Партизану» з рахунком 2:0, югослави зазнали сенсаційної поразки вдома з рахунком 2:5. Так само команда під керівництвом німця Юргена Ребера не змогла виграти останній чемпіонат Сербії і Чорногорії, через що тренер був звільнений.

### Домінування у новоствореному чемпіонаті Сербії (2006—2017)
2006 року Союз Сербії та Чорногорії розпався, і новостворена сербська Суперліга стартувала у сезоні 2006/07. Погані результати у внутрішніх та міжнародних змаганнях змусили керівництво клубу шукати нового тренера, яким став колишній гравець клубу Міодраг Єшич, але і йому здобути титул чемпіона новоствореної країни не вдалося — в сезоні 2006/07 «Партизан» кваліфікувався до групового етапу Кубка УЄФА, але у чемпіонаті посів друге місце.

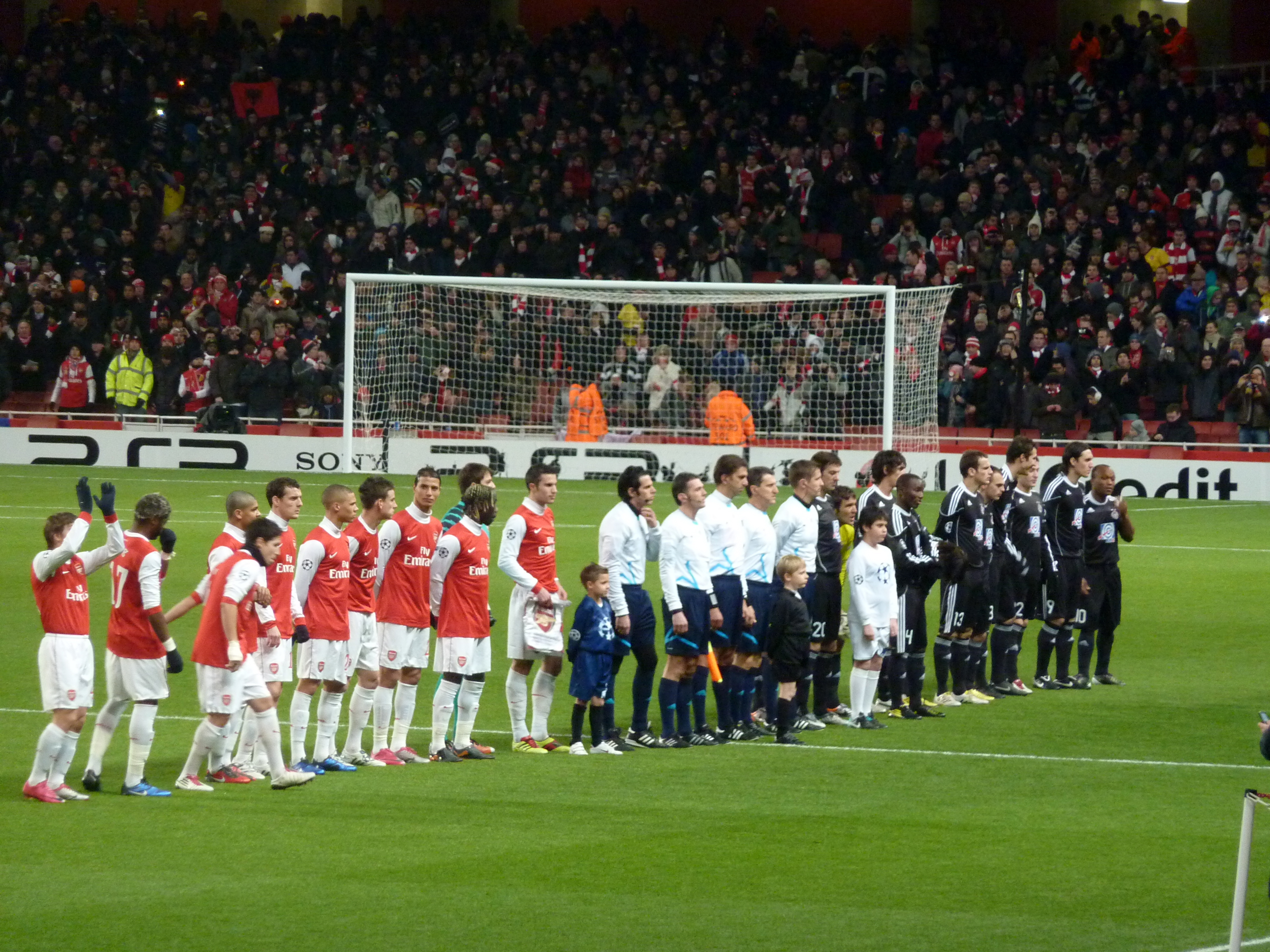
Матч «Партизана» у Лізі чемпіонів проти лондонського «Арсеналу». 2010 рік.

У січні 2008 року колишній гравець «Партизана» Славиша Йоканович був призначений новим тренером клубу і у сезоні 2007/08 виграв з командою дебютні чемпіонат і кубок Сербії, а наступного року «Партизан» вперше у своїй історії успішно захистив «золотий дубль». Але в Європі «Партизан» переніс справжній шок, коли УЄФА виключила команду з розіграшу Кубка УЄФА 2007/08 через заворушення вболівальників під час виїзного матчу проти боснійського «Зрінськи». «Партизан» виграв той матч з рахунком 6:1, а матч-відповідь виграв 5:0, але далі пройшли саме гравці з Мостару. У наступні два сезони, після вибуття з Ліги чемпіонів, «Партизан» двічі поспіль кваліфікувався до групового етапу другого за престижністю європейського футбольного змагання. Клуб грав у Кубку УЄФА в сезоні 2008/09 та в Лізі Європи в сезоні 2009/10. Перед тим «Партизан» розгромив у кваліфікації Ліги чемпіонів 2009/10 чемпіона Уельсу «Рід» з рахунком 8:0, що стало його найбільшою перемогою в європейських турнірах.
Під керівництвом нового тренера, Александара Станоєвича, який раніше виступав за клуб як гравець, а тепер став наймолодшим тренером в історії клубу, «Партизан» виграв титул чемпіона Сербії у 2010 році і «золотий дубль» у 2011 році. У серпні 2010 року «Партизан» вдруге у своїй історії вийшов до групового етапу Лігу чемпіонів, перемігши в останньому раунді у серії пенальті бельгійський «Андерлехт» із Брюсселя, завдяки чому Станоєвич став першим сербським тренером, якому це вдалося. Клуб потрапив у групу H разом з «Арсеналом», «Шахтарем» і «Брагою», де програв усі шість матчів.
Наступного сезону «Партизан» виступав вкрай невдало, не кваліфікувавшись навіть до групового етапу Ліги Європи, тому вже після половини сезону Станоєвич був звільнений і його замінив колишній тренер «Челсі» Аврам Грант. Ізраїльський спеціаліст виграв для «Партизана» п'ятий титул чемпіона Сербії поспіль, але пішов у відставку через п'ять місяців після призначення, через що команду вдруге очолив Владимир Вермезович. Під його керівництвом «Партизан» вийшов у груповий етап Ліги Європи 2012/13, а також добре розпочав чемпіонат, відірвавшись на 11 очок від «Црвени Звезди», але потім почалася невдала серія, і після нічиєї в Новому Пазарі, яка наблизила «Црвену Звезду» лише на два очки, Вермезовича звільнили, натомість команду очолив інший колишній футболіст «Партизану», Вук Рашович. Під його керівництвом команда перемогла у «Вічному дербі» за два тури до кінця чемпіонату здобула шостий поспіль титул чемпіона і загалом 25 в історії клубу. Завдяки цьому чемпіонству «Партизан» зумів зрівнятися із своїм головним конкурентом, «Црвеною Звездою», за кількістю чемпіонських титулів.

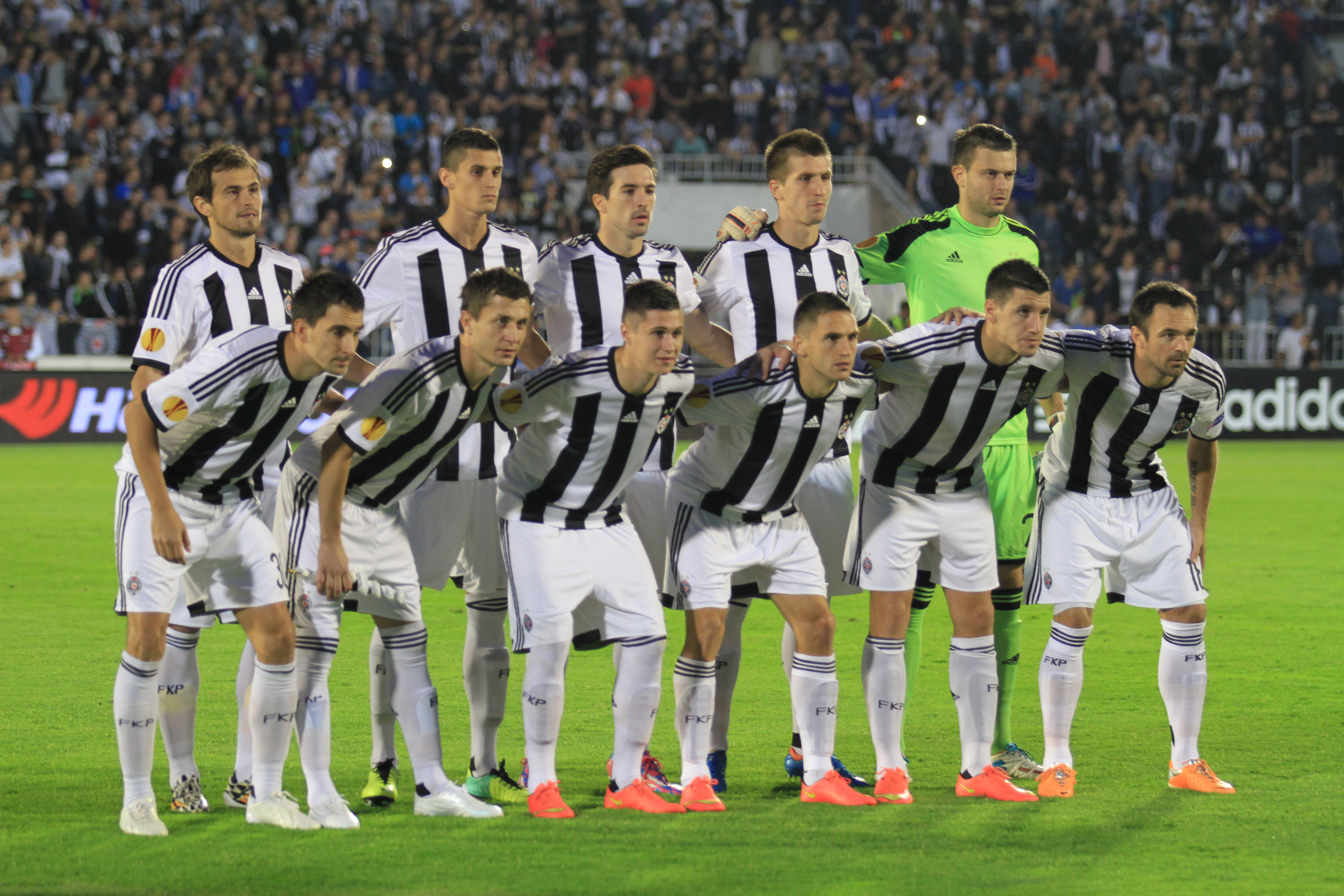
Гравці «Партизана» перед матчем Ліги Європи проти «Тоттенгем Готспур». 2014 рік.

Наступний сезон 2013/14 був одним з найгірших для «Партизана» за останні 10 років. Під час літнього трансферного вікна клуб покинули майже всі лідери попереднього сезону, через що «Партизан» несподівано вилетів у кваліфікації Ліги Європи від скромного «Туну», розгромно програвши з рахунком 0:3 і загалом не виграв жодного трофею того року.
У сезоні 2014/15 «Партизан» після річної перерви повернувся до групового етапу Ліги Європи, пройшовши у останньому раунді кваліфікації азербайджанський «Нефчі» (3:2 в Белграді, 2:1 в Баку). Белградці потрапили до групи C разом із клубами «Тоттенгем Готспур», «Бешикташ» і «Астерас». «Чорно-білі» чудово розпочали груповий етап сенсаційною нічиєю проти «Тоттенгема», але потім зазнали поразки в наступних чотирьох іграх і завершили змагання на останньому місці після ще однієї нічиєї проти «Астераса» у останньому турі. Натомість на внутрішній арені результати «Партизана» були значно кращими і клуб повернув собі звання чемпіона Сербії, програвши за сезон лише один матч чемпіонату.
У сезоні 2015/16 «Партизан» вперше за п'ять років вийшов у останній раунд кваліфікації Ліги чемпіонів, пройшовши «Ділу» і «Стяуа». Останнім суперником перед потраплянням до групового етапу Ліги чемпіонів став скромний білоруський БАТЕ. У першому матчі «Партизан» несподівано програв 0:1, а в Белграді намагався виправити ситуацію і виграв 2:1, але не пройшов далі через правило виїзного голу. Після вильоту з найпрестижнішого турніру «Партизан» продовжив змагання на груповому етапі Ліги Європи в групі L разом з «Атлетіком» (Більбао), АЗ і «Аугсбургом». «Чорно-білі» двічі обіграли АЗ (3:2 в Белграді, 2:1 в Алкмарі) і один раз «Аугсбург» (3:1 в Німеччині), через що їм було достатньо мінімальної поразки в останньому раунді проти «Аугсбурга» в Белграді, щоб вийти в плей-оф. Тим не менше, серби зазнали поразки з рахунком 1:3 і посіли третє місце в групі через гіршу різницю м'ячів, ніж у німців. Незважаючи на таку прикрість, цей сезон став одним з найкращих для клубу на євроарені за останнє десятиліття, а лідерами белградців були Абубакар Умару і Андрія Живкович, які забили 9 з 10 голів «Партизана» на груповому етапі Ліги Європи. В чемпіонат Сербії «чорно-білі» посіли друге місце, натомість вперше за п'ять років виграли Кубок Сербії. при цьому «Партизан» виграв цей трофей без жодного пропущеного голу і став першою командою, яка зробила це в історії Кубка Сербії.

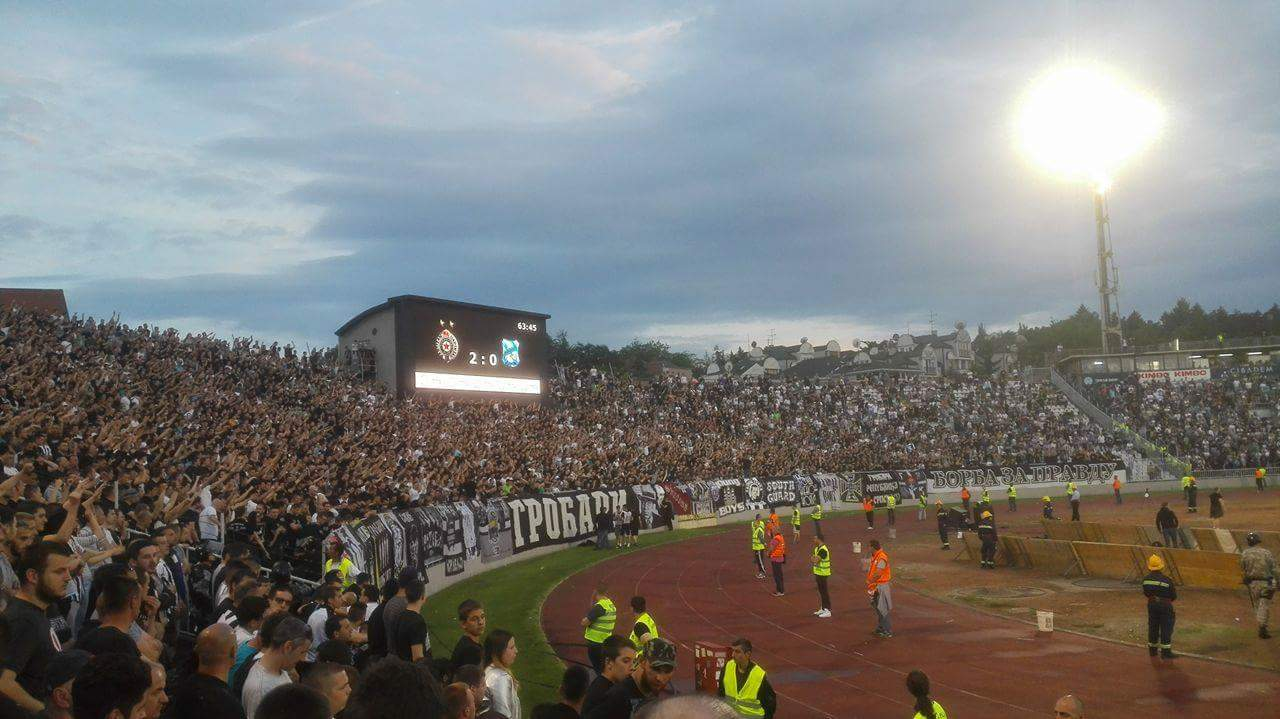
Вболівальники «Партизана» святкують перемогу у чемпіонаті Сербії 2016/17 під час матчу проти «Младості».

Сезон 2016/17 розпочався для клубу жахливо, коли вони у кваліфікації Ліги Європи вилетіли від першого ж суперника, польського «Заглембє». Команди на двох не забили жодного голу за два матчі, але в в серії пенальті точнішими виявились представники Любіна. У чемпіонаті Сербії команда теж не демонструвала високих результатів, тому головного тренера Івана Томича звільнили. Натомість до команди повернувся Марко Николич, який вже працював у команді за два роки до того. У своєму першому матчі він програв «Воєводині» з рахунком 1:3, а після двох перемог над «Явором» (2:0) та «Чукаричками» (1:0) зазнав поразки в Суботиці від «Спартака» з рахунком 2:1. Втім, надалі результати команди значно покращились і виявилося, що ця поразка, яка сталась 20 серпня 2016 року стала останньою, яку «Партизан» зазнав в сезоні 2016/17. У чотирьох зустрічах з червоно-білими протягом сезону 2016/17 підопічні Николича здобули три перемоги та нічию, обійшов головного конкурента в турнірній таблиці. На початку травня «Партизан» вперше за 637 днів вийшов на 1-ше місце в турнірній таблиці і в підсумку здобув свій 27-й титул чемпіона країни. Крім того, 27 травня «Партизан» переміг «Црвену Звезду» з рахунком 1:0 у фіналі Кубка Сербії завдяки голу 19-річного Николи Миленковича та захистив статус володаря кубка. Таким чином «Партизан» вперше за 6 років виграв «золотий дубль», який також став шостим в історії клубу. Лідерами тієї команди були бразилець Леонардо та Урош Джурджевич, які забили на двох загалом 54 голи у всіх змаганнях. Протягом сезону також важливу роль відіграли новачки команди Евертон Луїз та Боян Остоїч, а також молодий талант Никола Миленкович.

### Втрата статусу найсильнішої команди Сербії (2017–дотепер)

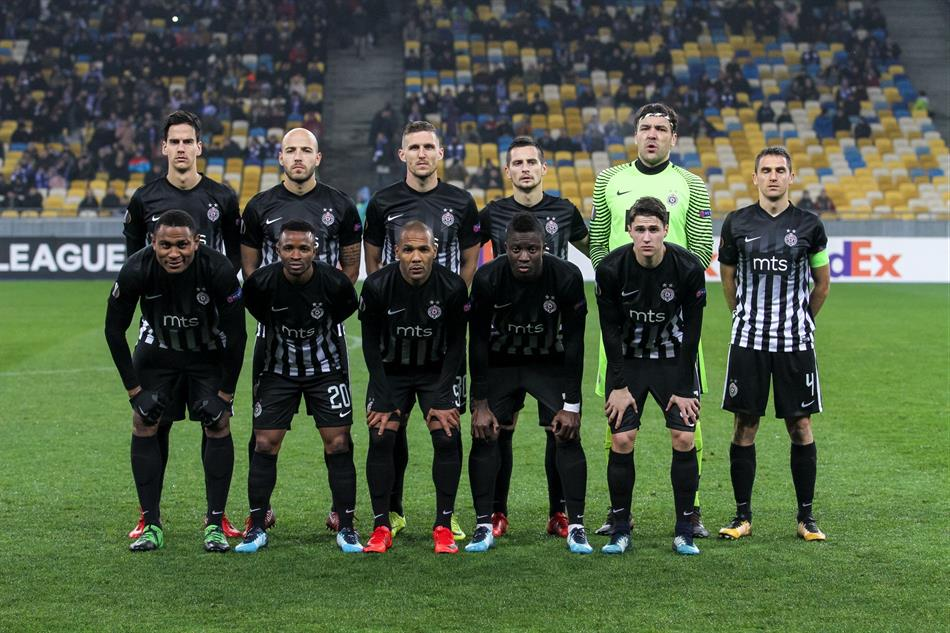
Гравці «Партизана» перед матчем Ліги Європи проти «Динамо» в Києві. 2017 рік.

Через кілька днів після перемоги у фіналі кубка та гучного святкування «золотого дубля» тренер Марко Николич несподіваного покинув «Партизан», щоб очолити угорський «Відеотон». Замість нього головним тренером знову став Мирослав Джукич, який вже працював з командою за 10 років до того. Під його керівництвом клуб вийшов до групи Ліги Європи, де зустрівся з «Динамо» (Київ), «Янг Бойзом» і «Скендербеу». Белградці почали невдало: у першому матчі «Партизан» зіграв внічию 1:1 у Берні, в другій грі програв київському «Динамо» 2:3 в Белграді, а у третій — зіграв у «суху» нічию проти албанського чемпіона. Маючи лише 2 очка після 3 турів, «Партизан» мав вигравати наступні обидві гри у Белграді, щоб вийти з групи. Підопічні Джукича змогли виконати цю задачу, спочатку перемігши албанців 2:0, а потім і швейцарців 2:1. В останньому матчі групи «Партизан» розгромно програв у Києві з рахунком 1:4, але ця гра вже не мала турнірного значення, оскільки клуб вперше за 13 років забезпечив собі участь у весняній стадії єврокубків. Там у 1/16 фіналу белградці без серйозної боротьби вилетіли від чеської «Вікторії» (Пльзень). У національних змаганнях «Партизан» посів 2-е місце в чемпіонаті та виграв свій третій Кубок Сербії поспіль.
Сезон 2018/19 був одним із найгірших в історії клубу, в період після розпаду СФРЮ. «Партизан» завершив сезон на міжнародній арені вже наприкінці серпня, вилетівши у кваліфікації Ліги Європи від «Бешикташа». Проблеми були і на тренерському містку: по ходу сезону Джукича, замінив Зоран Міркович, який залишався до середини березня, але не зумів виправити турнірні проблеми. Наприкінці березня новим тренером «Партизану» став колишній нападник команди Саво Милошевич, якому вдалося вивести клуб із дуже складної ситуації, фінішувати на 3-му місці та кваліфікуватися до єврокубків наступного сезону. 23 травня «Партизан» переміг своїх заклятих суперників, «Црвену Звезду», з рахунком 1:0 на стадіоні Райко Митича, вигравши свій четвертий поспіль Кубок Сербії. Найкращим бомбардиром «Партизану» став нападник з Кабо-Верде Рікарду Гоміш, який забив 26 голів у всіх змаганнях.

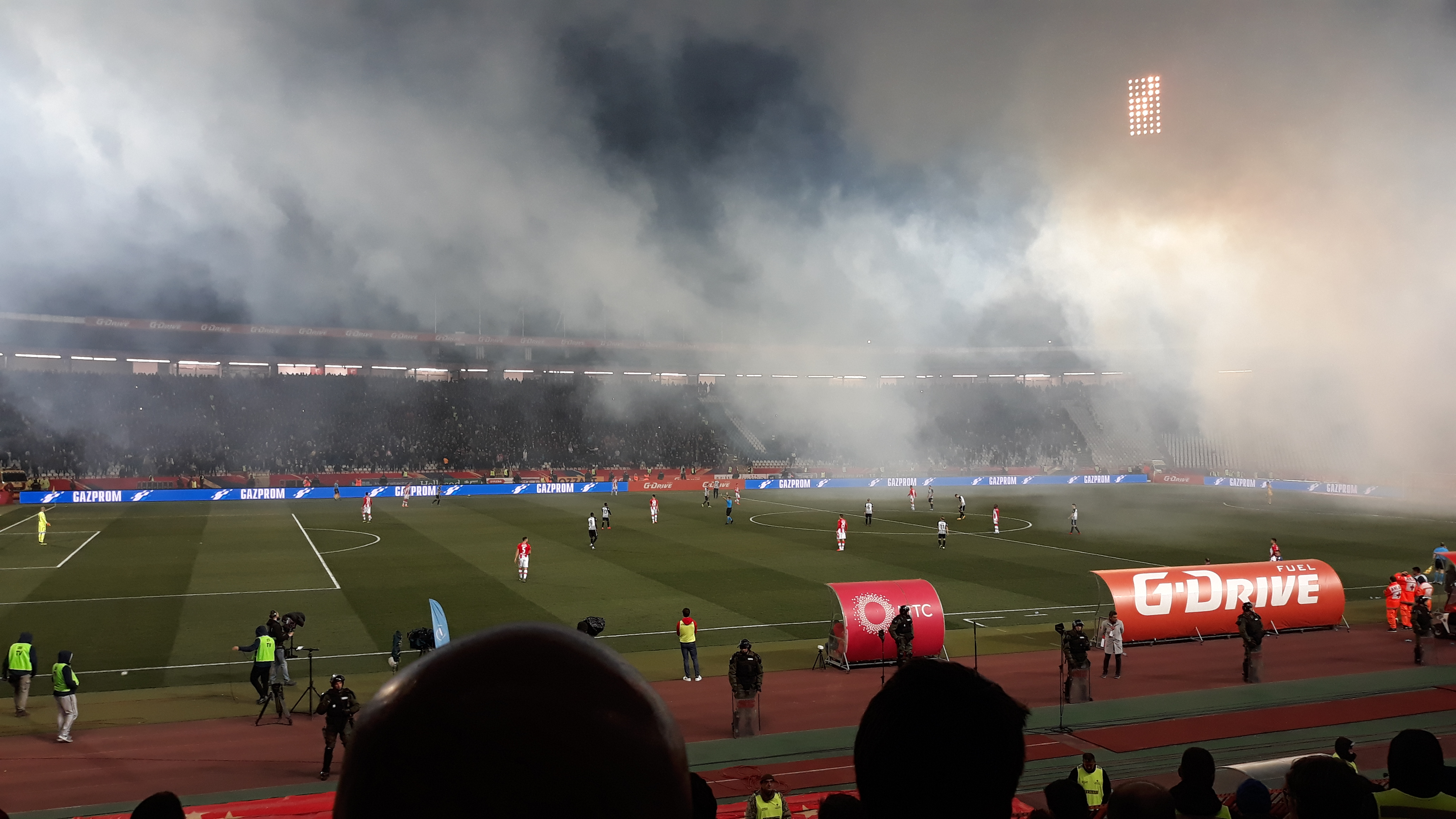
Матч «Вічного дербі» у 2020 році, яке завершилося з рахунком 0:0.

2019 року «Партизан» вдев'яте вийшов до групового етапу Ліги Європи УЄФА, пройшовши у кваліфікації «Коннас-Кі Номадс» з Уельсу (1:0, 3:0), «Єні Малатьяспор» з Туреччини (3:1, 0:1) і «Мольде» з Норвегії (2:1, 1:1). Таким чином белградці потрапили до групи L, разом з «Манчестер Юнайтед», «Астаною» і АЗ. «Партизан» розпочав груповий етап домашньою нічиєю 2:2 проти нідерландців, а у другому матчі переміг в Казахстані з рахунком 2:1 завдяки дублю Умара Садіка. Надалі у «спарці» з «Манчестер Юнайтед» серби не змогли здобути жодного очка — 0:1 у Белграді і 0:3 в Манчестері, що ставило підопічних Милошевича у складне становище, оскільки у наступному матчі проти АЗ «Партизану» потрібна була лише перемога. «Чорно-білі» швидко вийшли вперед завдяки голам Такума Асано на 16 хвилині і Сейдуба Сума на 27 хвилині і майже до кінця гри тримали комфортну перевагу, втім, нідерландці забили голи на 88-й та 92-й хвилинах і таким чином достроково вийшли до наступного раунду змагань. У фінальному матчі белградці перемогли «Астану» з рахунком 4:1, але ця гра вже не мала жодного значення, оскільки серби завершили змагання в групі на 3 місці з 8 очками, на одне менше, ніж у АЗ. В чемпіонаті «Партизан» посів друге місце, набравши аж на 14 очок менше ніж у «Црвени Звезди». Натомість у Кубку «партизани» зуміли обіграти своїх заклятих суперників у півфіналі завдяки єдиному голу Бібраса Натхо. У фіналі на стадіоні «Чаїр» в Ниші «Партизан» зійшовся з «Воєводиною». Після основного часу рахунок був 2:2, завдяки тому що «Партизан» зрівняв рахунок в останні хвилини матчу. Однак, «Воєводина» все одно перемогла у серії пенальті з рахунком 4:2, через що «Партизан» завершив сезон без жодного трофею вперше з 2014 року.
Через це наступного сезону «Партизан» потрапив до новоствореного турніру, Ліги конференцій, зігравши у її дебютному сезоні 2021/22. У кваліфікації белградці пройшли ДАК 1904, «Сочі» і «Санта-Клару», пробившись з першої ж спроби до групового етапу. «Партизан» потрапив до нескладної групи В разом із «Гентом», «Анортосісом» і «Флорою», тому досить очікувано зміг посісти друге місце і вийти до плей-оф. Там «Партизан» зустрівся зі «Спартою», що стало першою зустріччю між цими двома клубами з 1966 року. У першому матчі, зіграному 17 лютого 2022 року, «Партизан» переміг з рахунком 1:0 на стадіоні «Летна» завдяки голу Квінсі Меніга, а матчі-відповіді через тиждень переміг з рахунком 2:1 завдяки дублю Рікарду Гоміша, таким чином вийшовши до 1/8 фіналу європейського турніру вперше за сімнадцять років. Там белградці отримали грізного суперника у вигляді «Феєнорда», від якого без шансів вилетіли, програвши 2:5 у Белграді та 1:3 у Роттердамі У чемпіонаті сезону 2021/22 «Партизан» посів друге місце після «Црвени Звезди», незважаючи на те, що більшу частину сезону був лідером. Так само цьому ж супернику «чорно-білі» програли і у фіналу Кубка у серії пенальті. В результаті Александар Станоєвич пішов у відставку після двох сезонів без жодного виграного трофею.

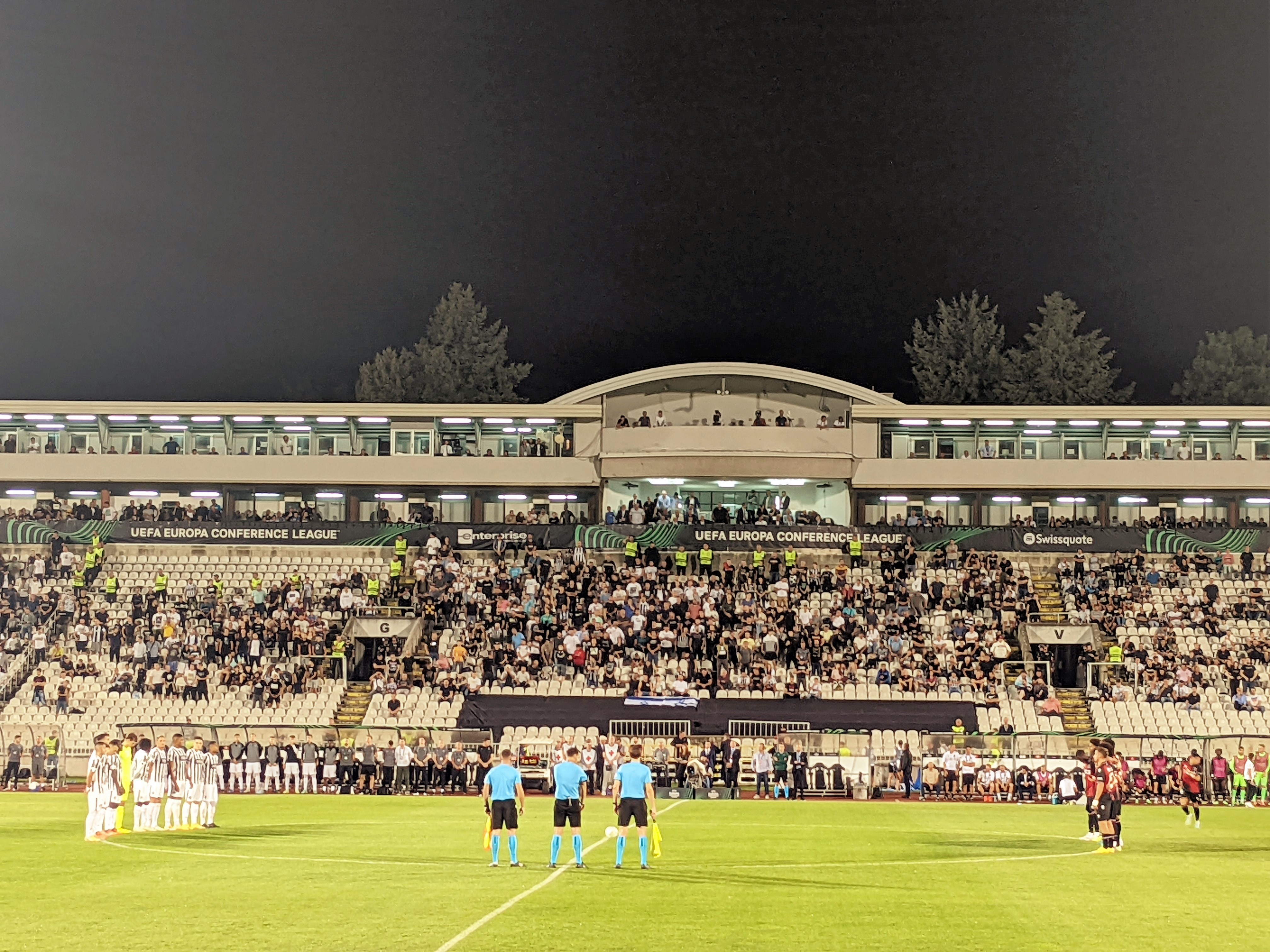
Матч «Партизана» проти «Ніцци» у груповому етапі Ліги конференцій. 2022 рік.

У сезоні 2022/23 «Партизан» знову потрапив до групового етапу Ліги конференцій і знову там посів друге місце, опинившись у групі з «Ніццею», «Кельном» та «Словацко». У 1/16 фіналу серби потрапили на молдавський «Шериф». Після перемоги з рахунком 1:0 у першому матчі в Тирасполі, «Партизан» зазнав несподіваної домашньої поразки 1:3 у матчі-відповіді і вилетів зі змагань. У Суперлізі «Партизан» також виступив невдало, через що по ходу турніру змінилося три тренери — Ілія Столиця, Гордан Петрич і Ігор Дуляй, але результати погіршувалися, поки «чорно-білі» у підсумку не посіли низьке 4-е місце, що сталося вперше з 1990 року.
Після найгіршого сезону в 21 столітті, «Партизан» пройшов повну реконструкцію команди на сезон 2023/24. Клуб запросив одинадцять нових гравців, включаючи Александара Йовановича, Матеуса Салданью, Гаяса Західа та Ксандера Северіну. Тим не менш, це не вплинуло на результати команди — у кваліфікації Ліги конференцій вони у першому ж матчі проти азербайджанського «Сабаха» програли 0:2. Щоправда, у другому матчі «Партизан» зумів надолужити відставання з першого матчу, забивши два голи в основний час, а потім забезпечив собі місце в наступному раунді у серії пенальті, але наступний суперник белградців, данський «Норшелланн» легко пройшов далі, вигравши обидва матчі (1:0, 5:0). На внутрішній арені «Партизан» також не зміг вчергове здобути трофей, завершивши чемпіонат на другому місці, а в національному кубку зазнав поразки у півфіналі від «Црвени Звезди».
Наступний сезон 2024/25 для «Партизана» вчергове виявився складним: «чорно-білих» знову очолив Александар Станоєвич, під керівництвом якого вони у другому кваліфікаційному раунді Ліги чемпіонів поступились із загальним рахунком 2:9 київському «Динамо», вилетівши у кваліфікацію Ліги Європи. Тут клуб теж не затримався і після нічийної гри у Белграді та поразки у гостях 1:2 від швейцарського «Лугано» вилетів до плей‑оф раунду кваліфікації Ліги конференцій. Проте і там шлях белградців завершився вже після першого суперника, бельгійського «Гента» (поразка 0:2 за сумою двох матчів). Таким чином «Партизан» вдруге поспіль не зміг пройти кваліфікацію у жоден єврокубковий турнір. У чемпіонаті ситуація для команди також була нестабільною, через що Станоєвич був звільнений у вересні 2024 року після серії невдалих матчів, зокрема болючої поразки 0:4 від «Црвени Звезди», яка завершилась нападом вболівальників. Надалі команду недовго тренували Саво Милошевич та Марко Йованович, а у січні 2025 року «Партизан» очолив Срджан Благоєвич, з яким команда стабілізувала результати та завершила сезон у статусі віцечемпіона. У Кубку Сербії «Партизан» дійшов до чвертьфіналу, де поступився у серії пенальті клубу ТСЦ. В результаті це став шостий поспіль сезон для «Партизана» без жодного трофею.
Наступний сезон 2025/26 також розпочався для «чорно-білих» невдало, оскільки команда неочікувано вилетіла у кваліфікації Ліги Європи від скромного кіпрського АЕКа у серії пенальті.

## Емблема
У 1945 році «Партизан» прийняв як свою першу емблему — синє коло з облямованою жовтою смугою червоною п'ятикутною зіркою посередині, яка символізувала комунізм і містила всередині скорочення JA — Jugoslovenska Armija («Югославська Армія»). Незабаром емблема була повністю змінена і почала приймати сучасну форму. У 1947 році центральне коло стало білим із червоною п'ятикутною зіркою всередині нього. Навколо з'явилось велике за розміром синє коло, в якому були написані слова Jugoslovenska Armija, в той час як обидва кола були оточені жовтим колом із зеленими вінками над ними. Внизу емблеми розташовувався щит з білими і червоними смужками, а вгорі було п'ять смолоскипів, кожен з яких представляв одну з п'яти націй Югославії (сербів, хорватів, словенців, македонців та чорногорців). Це було пряме відсилання до національного герба тодішньої Югославії.
На початку 1950-х років «Партизан» відокремився від Армії, і вперше назва команди була написана на кирилиці та латиниці у зовнішньому жовтому колі клубної емблеми. Напис Jugoslovenska Armija був прибраний з емблеми разом із зеленими вінками та був замінений словами Sportsko Društvo (укр. Спортивне товариство). «Партизан» використовував цю емблему аж до 1958 року, коли він змінив свої кольори з червоно-синіх на чорно-білі. Емблема також стала повністю чорно-білою, а напис Sportsko Društvo був виправлений на Jugoslovensko Sportsko Društvo (укр. Югославське спортивне товариство), у той час як п'ять червоних смолоскипів та червона п'ятикутна зірка залишилися. Вона була злегка змінена в 1963 після додавання шостого смолоскипа, щоб відобразити зміну офіційного державного герба, який тепер включав шість смолоскипів, що становлять шість югославських республік, замість попередніх п'яти, що представляли п'ять націй. Автором емблеми став академічний художник Бранко Шотра.
З 1992 року СФР Югославія припинила своє існування, тому текст Jugoslovensko Sportsko Društvo було замінено на Fudbalski Klub (укр. Футбольний клуб), але сама емблема залишилася незмінною. У сезоні 2007/08 «Партизан» виграв свій 20-й чемпіонський титул і додав над своєю емблемою дві зірки, що символізують 20 отриманих титулів.
Також існує альтернативна емблема, яку вболівальники «Партизана» називають «лопатою». Цю емблему часто використовують на квитках, сувенірах, абонементах та клубних брошурах, але вона ніколи не була вишита на формі «Партизана».
|           |           |       |
| 1945–1947 | 1958–1992 | 2008– |

## Форма
Більшу частину своєї історії «Партизан» грав у чорно-білій формі, але в ранні роки він використовував повністю бордові, сині або білі футболки. У 1950 році у «Партизана» короткий час була повністю біла футболка із синьою діагональною смугою, замість повністю синьої футболки. У 1952 році з'явилися перші червоно-сині та поділені на чотири частини футболки.
У 1958 році, відігравши 13 років у бордовій, синій та білій формі, клуб набув звичної зараз чорно-білої форми. З того часу «Партизан» грає головним чином у чорно-білих смугастих футболках, з чорними або білими шортами та гетрами. Однак були винятки, як у 1974 році, коли клуб носив чорно-білі з вигнутими лініями футболки, і в 1982 році, коли він грав у повністю білих футболках з товстою чорною горизонтальною смугою.
У 1990 році, більш ніж через 30 років, у виїзному матчі проти мальтійського «Гіберніанса» у Кубку УЄФА повернулася червоно-синя форма. Весь цей час гостьова форма була головним чином білою або, зрідка, смугастою червоно-синьою, але останнім часом зазвичай використовується повністю чорна форма.

#### Домашня
| 2007/08 | 2008/09 | 2009/10 | 2010/11 | 2011/12 | 2012/13 | 2013/14 | 2014/15 | 2016/17 | 2017/18 |
| 2018/19 | 2021/22 | 2022/23 | 2023/24 |         |         |         |         |         |         |

#### Гостьова
| 2007/08 | 2008/09 | 2009/10 | 2010/11 | 2011/12 | 2013/14 | 2018/19 | 2021/22 | 2022/23 | 2023/24 |

#### Резервна
| 1950-е  | 1960-е  | 1970-e  | 1980-е  | 1990-е  | 2007/08 | 2008/09 | 2009/10 | 2010/11 | 2011/12 |
| 2012/13 | 2013/14 | 2014/15 | 2015/16 | 2016/17 | 2018/19 | 2021/22 | 2022/23 | 2023/24 |         |

## Стадіон

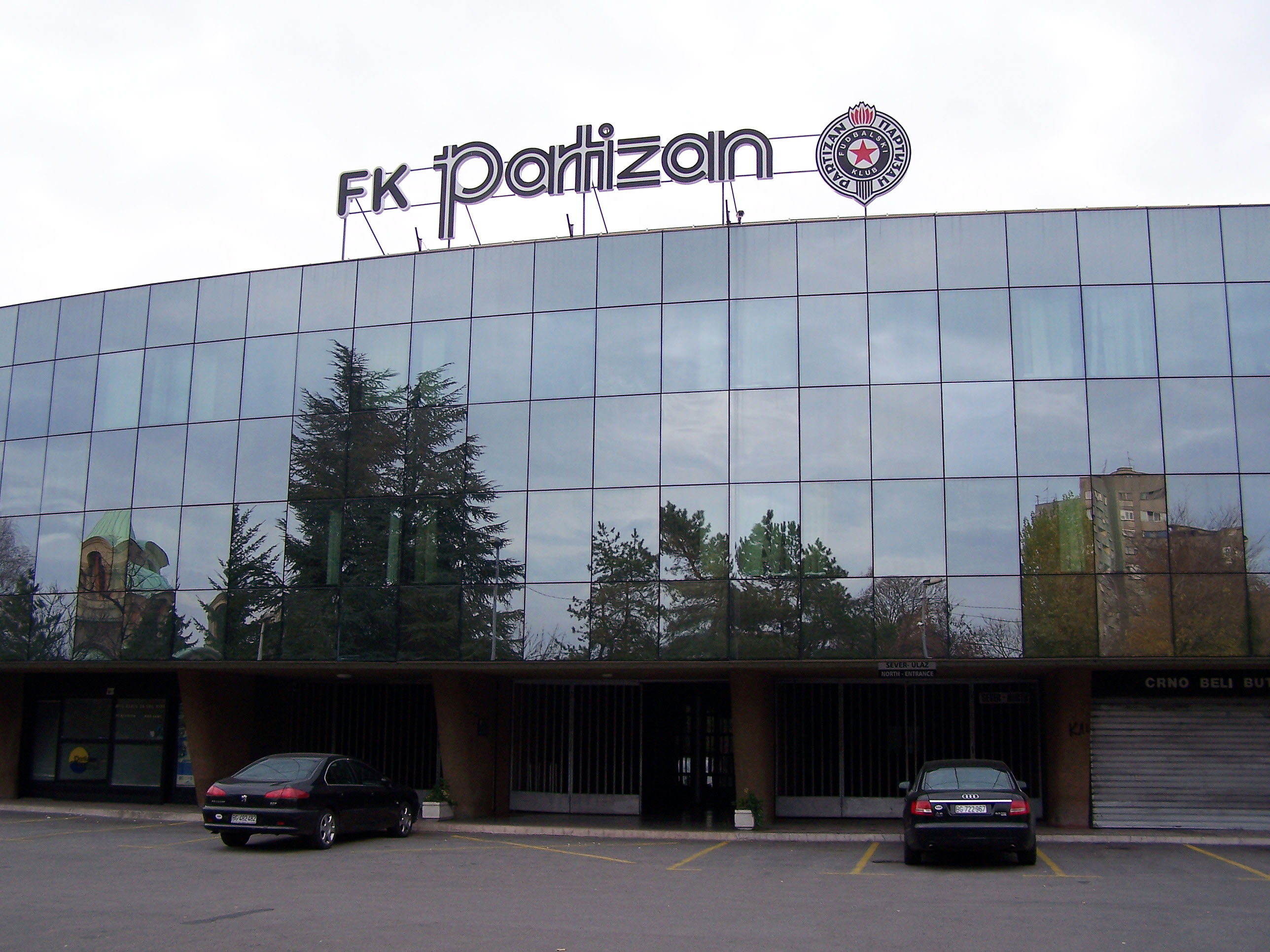
Стадіон «Партизана» у Белграді.

Стадіон «Партизана», спроектований архітектором Мікою Янковичем, збудований у 1949 році на місці стадіону БСК у центральному районі Белграда. Був офіційно відкритий 9 жовтня 1949 року товариським матчем між збірними Югославії та Франції. Потім стадіон вже прийняв свою нинішню форму, але, як і раніше, міг вміщувати 55 000 глядачів, оскільки складався з кількох ярусів. Стадіон був значно модернізований в 1998 році згідно з нових правил безпеки УЄФА, через що на стадіоні залишились лише сидячі місця, зменшивши місткість арени до 32 710 глядачів. Наразі це другий за місткістю стадіон у Сербії.
Клубний стадіон зараз називається стадіоном «Партизана», але більшу частину своєї історії був відомий як стадіон Югославської Народної Армії (серб. Stadion Jugoslovenska Narodna Armija), і навіть зараз багато футбольних уболівальників у всіх країнах колишньої Югославії називають його старим ім'ям. Уболівальники «Партизана» також називають його «Футбольний храм» (Fudbalski Hram).
Стадіон використовувався з середини 1950-х років до 1987 року як місце проведення фінальних змагань, присвячених Дню молоді, а також приймав фінали Кубка Югославії і Сербії.

## Молодіжна академія
Молодіжна школа «Партизана», названа «Молодіжною школою Белин — Лазаревич — Надовеза», була заснована в 1950-х роках і названа на честь колишніх гравців «Партизана» Бруно Белина, Чедомира Лазаревича та Бранко Надовези.
Клуб добре відомий завдяки своїй роботі з молодими гравцями. Тут навчається близько 400 футболістів, поділених на вікові категорії. Гравці розділені на шість команд, чотири з яких виступають на рівні країни — гравці до 17, 16, 15 і 14 років, а команди, складені з гравців до 13 і 12 років — на міському рівні. Гравці, які не досягли 12 років, не беруть участі в офіційних змаганнях, але грають у турнірах та товариських матчах. «Партизан» виграв найбільше чемпіонатів та кубків у молодіжних змаганнях серед інших сербських команд. Молодіжні команди також беруть участь у різних турнірах по всій Європі. Багато найкращих гравців академії потрапляють безпосередньо в основну команду «Партизана» або його філії «Телеоптика».
Команди всіх вікових категорій тренуються, як і основна команда «Партизана» та гравці «Телеоптика», у Спортивному комплексі «Партизан-Телеоптик». За свою роботу з молоддю «Партизан» вже отримав кілька нагород, включаючи титул «Накращараща робота з молоддю в Європі» в 2006, а УЄФА назвало молодіжну школу «Партизана» найкращою в Європі після академії амстердамського «Аякса». Академія «Партизана» випустила безліч гравців збірної Сербії та інших югославських країн. Відомими випускниками академії є Симон Вукчевич, Милан Смилянич, Никола Гулан, Іван Обрадович, Міралем Сулеймані, Адем Ляїч, Стеван Йоветич та Матія Настасич та інші.

## Поточний склад
Станом на 21 липня 2025
| №  | Поз. | Нац.       | Гравець                                |
| -- | ---- | ---------- | -------------------------------------- |
| 1  | ВР   | Сербія     | Марко Милошевич                        |
| 2  | ЗХ   | Сербія     | Аранджел Стойкович                     |
| 4  | ЗХ   | Словенія   | Маріо Юрчевич                          |
| 5  | ЗХ   | Сербія     | Матея Милованович                      |
| 6  | ЗХ   | Сербія     | Ваня Драгоєвич                         |
| 7  | НП   | Сербія     | Йован Милошевич (оренда з «Штутгарта») |
| 9  | НП   | Чорногорія | Андрей Костич                          |
| 10 | ПЗ   | Ізраїль    | Бібрас Натхо (капітан)                 |
| 11 | ПЗ   | Чорногорія | Милан Вукотич                          |
| 15 | НП   | ДР Конго   | Альдо Калулу                           |
| 17 | ЗХ   | Сербія     | Марко Живкович                         |
| 19 | НП   | Сенегал    | Демба Сек (оренда з «Торіно»)          |
| 21 | ЗХ   | Сербія     | Іван Васильєвич                        |
| 24 | ЗХ   | Сербія     | Вукашин Джурджевич                     |
| 27 | ПЗ   | Сенегал    | Папе Фюрер                             |
| 28 | ЗХ   | Болгарія   | Яніс Карабельов                        |

| №  | Поз. | Нац.       | Гравець            |
| -- | ---- | ---------- | ------------------ |
| 29 | ПЗ   | Норвегія   | Гаяс Захід         |
| 30 | ЗХ   | Чорногорія | Милан Роганович    |
| 31 | ВР   | Сербія     | Милош Крунич       |
| 32 | ПЗ   | Сербія     | Неманя Трифунович  |
| 33 | ЗХ   | Сербія     | Стефан Петрович    |
| 36 | ПЗ   | Сербія     | Огнєн Угрешич      |
| 39 | ПЗ   | Гана       | Ібрагім Зубайру    |
| 40 | ЗХ   | Сербія     | Никола Симич       |
| 42 | НП   | Сербія     | Душан Йованович    |
| 44 | ЗХ   | Чорногорія | Стефан Милич       |
| 50 | ЗХ   | Сербія     | Мілан Лазаревич    |
| 70 | ПЗ   | Сербія     | Димитріє Янкович   |
| 85 | ВР   | Сербія     | Неманья Стеванович |
| 88 | ВР   | Сербія     | Вукашин Йованович  |
| 90 | ПЗ   | Сербія     | Зоран Алілович     |
| 99 | НП   | Сербія     | Богдан Костич      |

## Тренери
- Франьо Гласер (1945)
- Іллеш Шпітц (1946–1951)
- Тоні Погачник (1951–1952)
- Іллеш Шпітц (1952–1953)
- Милован Чирич (1953–1954)
- Іллеш Шпітц (1954–1955)
- Александар Томашевич (1955–1956)
- Кирил Симоновський (1956–1957)
- Флоріян Матекало (1957)
- Геза Калочаї (1957—1958)
- Іллеш Шпітц (1958–1960)
- Степан Бобек (1960–1963)
- Кирил Симоновський (1963)
- Марко Валок (1963–1964)
- Флоріян Матекало (1964)
- Александар Атанацкович (1964)
- Марко Валок (1964–1965)
- Абдула Гегич (1965–1966)
- Кирил Симоновський (196)
- Стеван Вилотич (1966–1967)
- Степан Бобек (1967–1969)
- Стеван Вилотич (1969)
- Кирил Симоновський (1969–1970)
- Гойко Зец (1970–1971)
- Велибор Васович (1971–1973)
- Мирко Дам'янович (1973–1974)
- Томислав Калоперович (1974–1976)
- Йован Миладинович (1976)
- Анте Младинич (1977–1978)
- Флоріян Матекало (1979)
- Йован Миладинович (1979)
- Йосип Дуванчич (1979–1980)
- Томислав Калоперович (1980–1982)
- Милош Милутинович (1982–1984)
- Ненад Б'єкович (1984–1987)
- Фахрудін Юсуфі (1987–1988)
- Момчило Вукотич (1988–1989)
- Іван Ґолац (1989–1990)
- Ненад Б'єкович (1990)
- Милош Милутинович (1990–1991)
- Івиця Осим (1991–1992)
- Любиша Тумбакович (1992–1999)
- Міодраг Єшич (1999–2000)
- Любиша Тумбакович (2000–2002)
- Лотар Маттеус (2002–202003)
- Владимир Вермезович (2004–2005)
- Юрген Ребер (200–2006)
- Міодраг Єшич (2006–2007)
- Мирослав Джукич (2007)
- Славиша Йоканович (2007–2009)
- Горан Стеванович (2009–2010)
- Александар Станоєвич (2010–2012)
- Аврам Грант (2012)
- Владимир Вермезович (2012–2013)
- Вук Рашович (2013)
- Марко Николич (2013–2015)
- Зоран Милинкович (2015)
- Любинко Друлович (2015)
- Іван Томич (2015–2016)
- Марко Николич (2016–2017)
- Мирослав Джукич (2017–2018)
- Зоран Міркович (2018–2019)
- Саво Милошевич (2019–2020)
- Александар Станоєвич (2020–2022)
- Ілія Столиця (2022)
- Гордан Петрич (2022–2023)
- Ігор Дуляй (2023–2024)
- Альберт Надь (2024)
- Александар Станоєвич (2024)
- Саво Милошевич (2024)
- Срджан Благоєвич (2025–)

## Ультрас

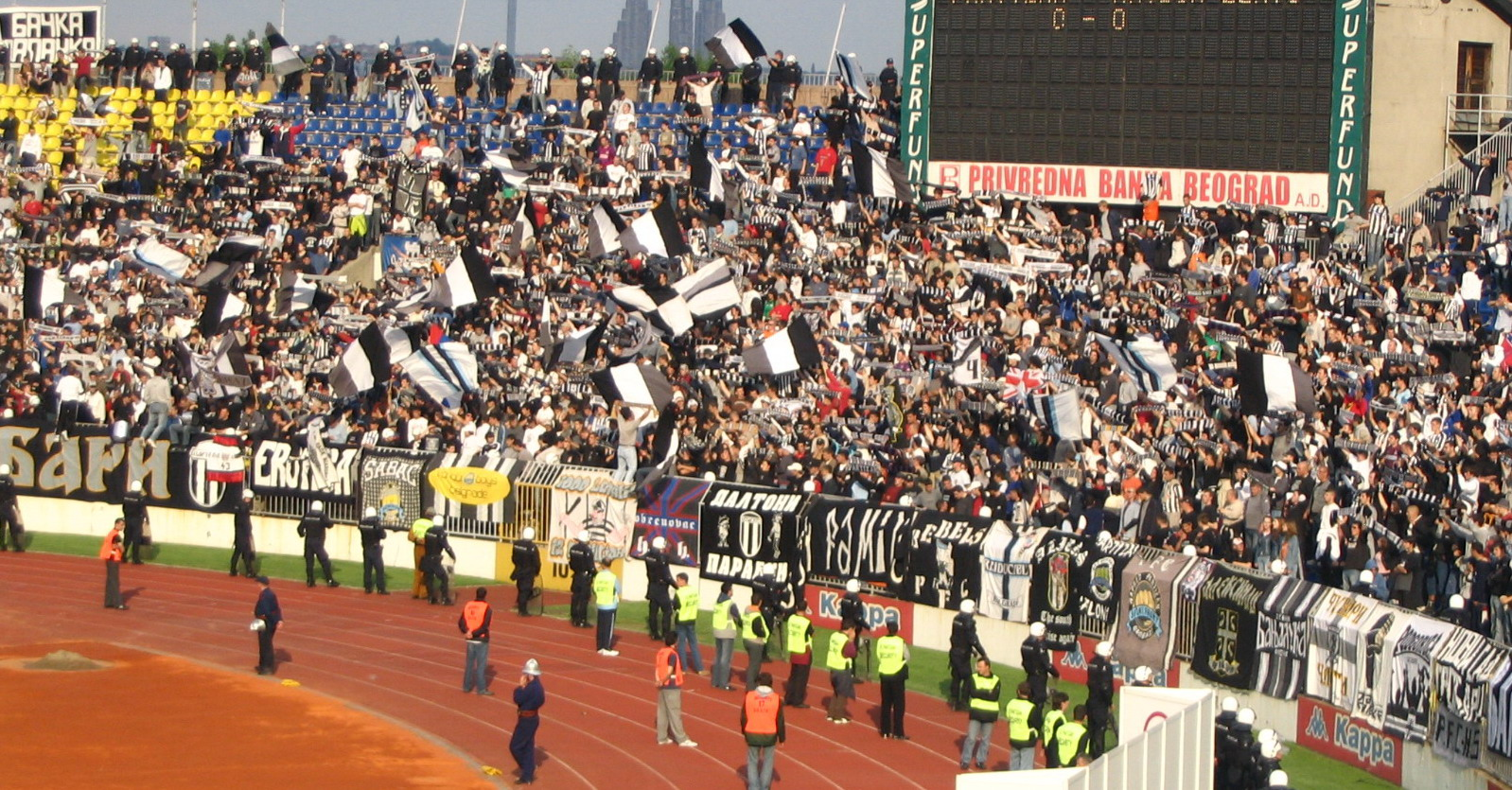
Гробарі святкують 19-й чемпіонський титул «Партизана» у 2005 році.

Згідно з внутрішнім опитуванням 2008 року, «Партизан» є другим за популярністю футбольним клубом у Сербії після белградської «Црвени Звезди». Хоча їх менше, фокус-групи показують, що вболівальники «Партизану» вважаються більш відданими своєму клубу. Клуб має велику фан-базу в Чорногорії і Боснії та Герцеговині (особливо в утворенні Республіка Сербська). Вони також мають багато вболівальників у всіх інших колишніх югославських республіках, таких як Північна Македонія, Словенія та серед сербської діаспори, особливо в Німеччині, Австрії, Швейцарії, Швеції та інших країн.
Організовані фанати «Партизана», відомі як Гробарі (серб. Grobari, укр. Могильники) з'явилися в 1970-х роках. Прізвисько було дано їх головними суперниками, фанатами белградської «Црвени Звезди» через форму «Партизана», яка нагадувала одяг могильників. Інша версія походження прізвиська — назва вулиці, на якій знаходився стадіон «Партизана» — Humska (Могильна).
Гробарі підтримують «Партизан» у всіх видах спорту. У 1999 році відбувся розкол організації, коли новостворена група Južni Front (Південний Фронт) звинуватила кількох членів керівництва Гробарів у зловживаннях і махінаціях із коштами, що виділяються клубом. У 2005 році розбіжності були вирішені, і на даний момент на Південній трибуні є три великі групи: Južni Front, Гробарі 1970 і Гробарі Белград. Фанати «Партизана» мають дружні стосунки з фанатами московського ЦСКА і ПАОКа з Греції.

## Вічне дербі

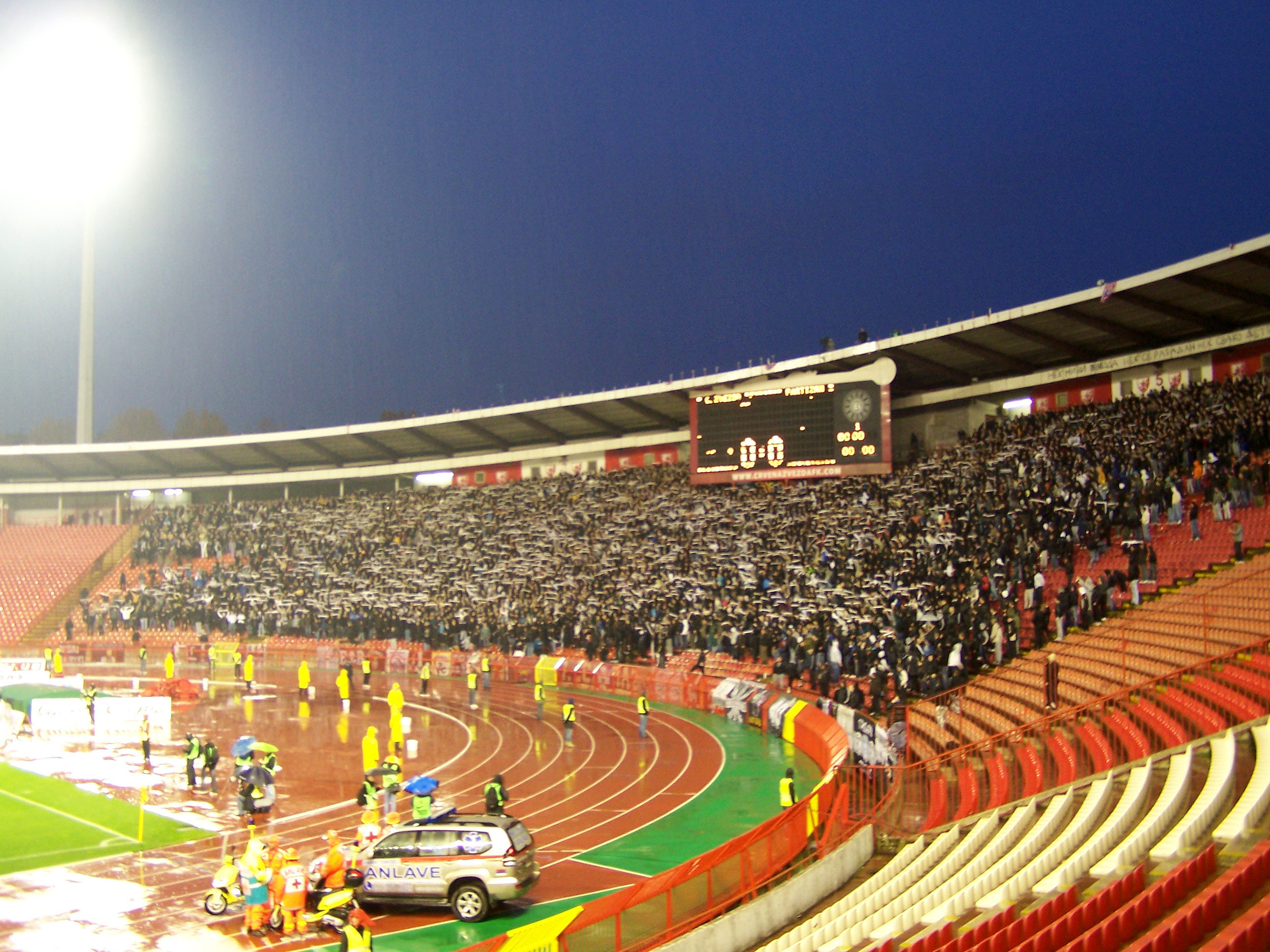
Трибуна вболівальників «Партизана» у матчі з «Црвеною Звездою». 28 листопада 2009 року.

Головним суперником «Партизана» є «Црвена Звезда». Матчі між цими двома клубами називаються «Вічним дербі» (серб. Вечити дерби). Суперництво почалося відразу ж після створення двох клубів того ж року, а саме — у 1945 році. «Црвена зірка» була заснована в тісних зв'язках з Міністерством зовнішньої політики, а «Партизан» — як футбольна секція Народної армії. З того часу обидва клуби домінували у місцевому футболі. Суперництво посилюється тим, що обидва клуби знаходяться за кількасот метрів один від одного. 
«Вічне дербі» особливо відрізняється пристрастю обох уболівальницьких груп. Сектори обох команд наповнюються феєрверками, кольоровими конфетті, прапорами, рулонами паперу, смолоскипами, димом, барабанами, гігантськими постерами та хореографією. Деякі вболівальники іноді використовують також труби, подібно до вболівальників у Південній Америці. Обидві групи вболівальників співають пристрасні пісні проти своїх суперників, а стадіони відомі тим, що вібрують, коли стрибають фанати. У світі є багато дербі, але тільки деякі можна порівняти з цим. Дуель двох клубів вважається одним із найбільших футбольних протистоянь у світі разом з «Олд Фірм», римським дербі і стамбульським. У 2009 році британський «Дейлі мейл» розташував «Вічне дербі» на четвертому місці серед десяти найбільших футбольних протистоянь усіх часів. Найбільша відвідуваність на матчі «Црвена зірка» — «Партизан» була близько 108 000 глядачів 7 листопада 1976 року на стадіоні «Црвена Звезда». Найбільшою перемогою є перемога «Партизана» 7:1 6 грудня 1953 року на стадіоні «Партизана».

## Титули та досягнення
- Чемпіонат Югославії:
  - Чемпіон (11 разів): 1946-47, 1948-49, 1960-61, 1961-62, 1962-63, 1964-65, 1975-76, 1977-78, 1982-83, 1985-86, 1986-87
  - Віце-чемпіон (9 разів): 1953-54, 1955/56, 1957-58, 1958-59, 1967-68, 1969-70, 1983-84, 1987-88, 1991-92
- Чемпіонат Союзної Республіки Югославія:
  - Чемпіон (7 разів): 1992-93, 1993-94, 1995-96, 1996-97, 1998-99, 2001-02, 2002-03
  - Віце-чемпіон (3 рази): 1994-95, 1999-00, 2000-01
- Чемпіонат Сербії та Чорногорії:
  - Чемпіон (1 раз): 2004-05
  - Віце-чемпіон (2 рази): 2003-04, 2005-06
- Чемпіонат Сербії:
  - Чемпіон (8 разів): 2007-08, 2008-09, 2009-10, 2010-11, 2011-12, 2012-13, 2014-15, 2016-17
  - Віце-чемпіон (9 разів): 2006-07, 2013-14, 2015-16, 2017-18, 2019-20, 2020-21, 2021-22, 2023-24, 2024-25
- Кубок Югославії:
  - Володар (5 разів): 1947, 1952, 1954, 1957, 1989
  - Фіналіст (5 разів): 1948, 1959, 1960, 1979, 1992
- Кубок Союзної Республіки Югославія:
  - Володар (3 рази): 1994, 1998, 2000-01
  - Фіналіст (3 рази): 1993, 1996, 1998-99
- Кубка Сербії:
  - Володар (7 разів): 2007-08, 2008-09, 2010-11, 2015-16, 2016-17, 2017-18, 2018-19
  - Фіналіст (4 рази): 2014-15, 2019-20, 2020-21, 2021-22
- Володар Кубка Митропи (1 раз): 1978
- Фіналіст Кубка європейських чемпіонів (1 раз): 1965-66
- Чвертьфіналіст Кубка європейських чемпіонів (1 раз): 1963-64
- Чвертьфіналіст Кубка володарів Кубків (1 раз): 1988-89

## Єврокубки
Станом на 31 серпня 2023 року
| Змагання                 | І   | В   | Н  | П   | МЗ  | МП  | РМ  | В%    | Найкраще досягнення | Найкраще досягнення |
| Змагання                 | І   | В   | Н  | П   | МЗ  | МП  | РМ  | В%    | Раунд               | Сезон               |
| ------------------------ | --- | --- | -- | --- | --- | --- | --- | ----- | ------------------- | ------------------- |
| Кубок / Ліга чемпіонів   | 105 | 41  | 24 | 40  | 161 | 133 | +28 | 39,05 | Фіналіст            | 1965/66             |
| Кубок володарів кубків   | 12  | 4   | 1  | 7   | 19  | 21  | −2  | 33,33 | Чвертьфіналіст      | 1989/90             |
| Кубок УЄФА / Ліга Європи | 151 | 60  | 33 | 58  | 217 | 208 | +9  | 39,74 | 1/16 фіналу         | 2004/05             |
| Ліга конференцій УЄФА    | 30  | 13  | 7  | 10  | 42  | 40  | +2  | 43,33 | 1/16 фіналу         | 2021/22             |
| Кубок ярмарків           | 8   | 2   | 3  | 3   | 10  | 14  | −4  | 25,00 | 1/16 фіналу         | 1967/68             |
| Всього                   | 306 | 120 | 68 | 118 | 449 | 416 | +33 | 39,22 |                     |                     |

## Клубні рекорди
Момчило Вукотич є рекордсменом «Партизана» за кількістю матчів (791 матч). Рекордсменом за кількістю забитих м'ячів є нападник Степан Бобек із 425 голами. Більше 150 гравців «Партизана» грали у збірній Югославії, серед них Степан Бобек, Бранко Зебець, Златко Чайковський, Фахрудін Юсуфі, Велибор Васович, Мілан Галич, Милутин Шошкич, Славиша Йоканович Зоран Міркович та Предраг Міятович, а інший гравець клубу Саво Милошевич зіграв 102 матчі за національну збірну, що є національним рекордом. Степан Бобек є володарем рекорду національної збірної з 38 голами, друге місце ділять легенди «Партизана» Саво Мілошевич та Мілан Галич, кожен із яких забив по 37 голів. Клуб має також такі історичні досягнення, як участь у першому матчі Кубка європейських чемпіонів у 1955, статус першої балканської та східноєвропейської команди, яка грала у фіналі Кубка європейських чемпіонів у 1966, і першої команда із незалежної Сербії, яка брала участь у груповому етапі Ліги чемпіонів УЄФА.
«Чорно-білі» є рекордсменами югославської Першої ліги за кількістю очок, набраних під час однієї кампанії — 107, і є єдиною командою, яка стала чемпіоном, не програвши жодного матчу (в сезоні 2004/05), першим чемпіоном СФР Югославії і першим володарем «золотого дублю» в країні. «Партизан» виграв три чемпіонські титули поспіль, у 1961, 1962 та 1963, що теж відбулося вперше у югославській Першій лізі. «Партизан» також став першим сербським клубом, який виграв 5 чемпіонських титулів поспіль, починаючи з 2008 року.